# 約會大作戰角色列表
此列表是《約會大作戰》內的登場人物的介紹，中文譯名以台灣角川書店之繁體中文版為準。
本列表以台版為參考，請與日版對照參考。其中精靈條目是以小說登場人物依序排列。

## 主要人物

每一個精靈各代表生命之樹的對應質點，且名字與質點有關：
1 Keter（王冠）：鳶一折紙
2 Chokhmah（智慧）：本条二亞
3 Binah（理解）：時崎狂三
4 Chesed（慈悲）：冰芽川四糸乃
5 Gevurah（嚴厲）：五河琴里
6 Tiphereth（美麗）：星宮六喰
7 Netzach（勝利）：鏡野七罪
8 Hod（宏偉）：風待八舞（八舞耶俱矢、八舞夕弦）
9 Yesod（基礎）：誘宵美九
10 Malkuth（王國）：夜刀神十香
而被視為生命之樹起源的三層能量環：0 Ain（無）、00 Ain Soph（無限）以及000 Ain Soph Aur（無限光），則同時代表最初的精靈：崇宮澪（零）。
另有一質點Da'at（知識），但目前未知作者是否讓它代表某一精靈。
反轉後的精靈則代表邪惡之樹的對應惡德。

五河士道（Itsuka Shidou，聲：島崎信長、有賀由樹子（童年）沈达威（台湾））
生日：5月27日、身高：170cm、三圍：B82.2/W70.3/H87.6、血型：AO血型的Rh+。
喜歡的事物是下廚，討厭的事物是自己的黑歷史。
本作男主角。都立來禪高中2年4班（小說第1~21冊）；與折紙、夕弦、耶俱矢一同就讀彩戶大學（小說第21冊後）。
年幼時曾被雙親拋棄，而後被五河家接繼，因此，士道對其他人絕望的感觸非常敏銳，例如與絕望的十香初次見面即被其所察覺。
是一般所認知中極其普通的高中生，實際上卻存有能透過接吻吸收靈力、封印精靈的力量。遭受致命傷害時，會自傷口點燃火焰，隨後再生，終而復活（正確來說，再生能力是因封印琴里的精靈能力所產生的奇特副作用，倘若琴里的封印被解除則無此一能力），被〈拉塔托斯克〉半強迫地選為以對話溝通來避免精靈被殺害為目標的角色。本人最初對這樣的工作備感躊躇，但與十香與四糸乃接觸之後漸漸變得想幫助精靈們，並決心以自己的意志擔任與精靈溝通交涉的角色。
雖然說話的語調經常不是很好，但士道卻是對有危難之人與悲傷之人絕不冷漠、並為之敞開心胸的善良少年，因此而獲得十香與四糸乃的好感。但士道在同年的女孩子中並不是很有人氣，在由殿町所主辦的「最想與他交往的男子排行榜」中排名第52位。因為不曾有過男女交往的經驗，故琴里及令音以指導男女性間交際的程序性知識授業為由而為此展開訓練課程。
很愛賴床，經常需要琴里用激烈的方式叫醒他。養父母經常一併外出不在家，使得士道十分擅長家事及烹飪，有烹飪實力勝過養母的自信。雖然具有利用接吻將精靈的力量封印、使之無效化的能力（但將力量封印後，其精靈的靈裝會完全消失，使之全裸，士道曾因此無意的看到許多女孩子的裸體，而且每次都會被十香看到），但若對方不打開心扉至某一程度則不具有效果。另外，接吻後的精靈與士道間存在著不可視的線路（通道）之類的連接，當精神狀態變得不穩定時則會通過線路使力量逆流，不過逆流的力量只占整體的極小部分（約十分之一），而且在精神狀態平靜後會恢復原來的樣子。
曾在修學旅行的旅館中因耶俱矢及夕弦的決戰項目遭強行脫去浴衣及內褲，被來探病的岡峰老師看見全裸，事後更被岡峰老師抓傷。
在或美島時為了救被艾蓮所捉的十香，情急之下意外顯現十香的天使〈鏖殺公〉，成功帶著十香逃過一劫。從此士道發現他似乎能夠使用他封印在身上的精靈之力，但在顯現天使後會對身體產生沉重負擔。而此後DEM公司也發現士道的能力，將他與十香共同列為首要捕捉目標。
十香被DEM公司抓走后與狂三一起行動，再次靠自身力量顯現〈鏖殺公〉作戰，之后被艾莲從背後刺穿胸口而濒死。在和反轉的十香戰鬥时，為了守護美九，使用四糸乃的能力〈冰結傀儡〉。最终成功救回十香。
在DEM公司反威斯考特派所投下的第二顆人造衛星即將墜落至天宮市之際，發動天使並與十香以及現出真身的七罪一同將衛星擊毀。
為了拯救反轉的折紙，依靠眾人的力量來到折紙的面前並試著呼喚她，可惜無功而返。之後狂三便對士道說明折紙的狀況已經無法挽回，使用【十二之彈】把士道送回五年前。到了過去後之後不小心撞到小珠老師並看到其記事本，才知道自己已經回到五年前。
小說第十二卷封面人物，是橘公司的作品中第一位作為封面人物的男性角色。因士道一直以來封印靈力，身體難以承受而呈現暴走，若完全暴走，造成的災害將會比南關東大空災，甚至比歐亞大空災嚴重，因此為了避免此一狀況發生〈拉塔托斯克〉發射了〈丹斯雷夫〉企圖將其毀滅殆盡，所幸魔力砲被〈幻影〉擋下，而士道在眾精靈的幫助及接吻下恢復。
在受困於【幻書館】中時，扮演的故事角色為《三隻小豬》中的豬大哥。
截至目前，士道曾顯現出十香的〈鏖殺公〉以及狂三的〈刻刻帝〉（僅擁有【六之彈】能力），並使用過琴里〈灼爛殲鬼〉的治癒能力、四糸乃〈冰結傀儡〉的冰凍能力、八舞姐妹〈颶風騎士〉的造風能力、美九〈破軍歌姬〉的強化、控制和減緩陣痛能力、七罪〈贗造魔女〉的變身和複製能力、折紙〈滅絕天使〉的瞬移能力，以及六喰〈封解主〉的封印、開啟與關閉能力；最後甚至連澪的三種滅世能力〈萬象聖堂〉、〈輪迴樂園〉、〈　〉都能使用。
其中，「士」這詞，有人認為他對應卡巴拉生命之樹第十一質點（Da'at），號稱第十一精靈。因為『士＝十一』（中文、日語裡皆如此）。作者此部分伏筆尚未解開。
身體源自於真士的重組，因此身體有著真士的片段記憶，不過並非「真士的轉世」，雖有著與真士相同的面容，卻有著與真士不同的「靈魂」。（轉世是指人的「靈魂」轉移到其他身軀並且再次新的生命）
崇宮真士（Takamiya Shinji，聲：島崎信長）
是澪的初戀情人，也是澪不顧一切付出的存在

生活在三十年前的平凡高二少年。
父母長年因工作在外，有一個劍道社的妹妹真那。
在南關東大空災後與最初的精靈相遇，並對她一見鐘情。
而後與她及真那三人一同生活，並為此精靈取名為「澪」（在5月30日與她相遇，30的3代表三點水，而0則為零號，因此取名為澪「mio」）。

真士曾經有著一、兩個在意的女生，但卻沒有動過「真情」。直到遇見了澪，發現自己真心「為了澪什麼都事願意做」才知道何謂「戀愛」。

而某日與澪遭到DEM追捕時，被威斯考特「射殺」，澪隨後「親吻」了真士，並且將真士的身體吸收至體內。
澪在體內基因重組了真士的身體後孕育下了一名孩子，並將他命名為「士道」。
士道繼承了澪「吸收力量」的能力，該能力日後成為士道封印精靈力量的根源。
30年來一直以靈魂的方式陪伴在澪身旁，但澪並不知情，而在澪捨棄一切選擇了自己後，懷抱著歉意擁著澪，與澪約定要「永遠在一起」。

五河士織（Itsuka Shiori，聲：藏合紗惠子）
身高：170cm、三圍：B??/W70/H87
表面上是士道的堂妹，實際上就是為攻略美九而被迫穿女裝的士道。
士道為了要攻略七罪及教導七罪化妝而重新換上女裝。
暴走的士道使用七罪變身的能力而再度登場，此時的士織是真正的女性。
士道等人受困於【幻書館】時，琴里透過幻象火柴讓士道在他人眼中變成了士織。
劇場版中為了與美九約會而再度換上女裝。
夜刀神十香（Yatogami Tohka，聲：井上麻里奈、謝佼娟（台湾））
生日：4月10日、身高：155cm、三圍：B84/W58/H83
正常狀態：
評級：
綜合危險度：AAA、空間震規模：B、靈裝：AAA、天使：AAA
能力值：
力量：230、耐力：202、靈力：125、敏捷：142、智力：32
反轉狀態：
評級：
綜合危險度：SS、空間震規模：A、靈裝：AAA、天使：AAA
能力值：
力量：240、耐力：178、靈力：201、敏捷：160、智力：33
喜歡的事物是黃豆粉麵包，討厭的事物是AST與打針。
本作女主角之一，也是第一女主角。
與空間震一併現身於士道前的精靈少女，擁有一頭夜色長髮（動畫中則是深紫色長髮）與水晶般不可思議色彩的眼睛。士道對她的第一印象就是那可以被稱為暴力般的美麗。沒有包括名字和自己相關的一切記憶，在第二次與士道相遇後，希望士道能為她命名，一開始士道按琴裏的要求所説的名字“阿留”讓她感到反感，之後士道基於兩人第一次見面的日子（四月十日）而命名為「十香」（十香與十日音同）。而夜刀神這個姓氏則是在經過塔托斯克的身體檢查後，由令音所編的。
一開始由於每次出現都會遭受到AST的攻擊，對人類充滿恐懼與敵意，一見到人就會攻擊，但在與士道相遇後逐漸改變她對人類的觀感，變得非常喜愛人類的世界。個性純真可愛，天然呆，食量驚人，如孩童般對所有事物都充滿著好奇心。雖然缺乏著日常生活的常識，但還是有與一般女性相同的羞恥心。在精靈力量被士道封印後，經過〈拉塔托斯克〉假造戶口，以轉校生的身分轉入士道的班級，學號35號，並暫時住進五河家中，之後搬進〈拉塔托斯克〉建於五河家旁的特殊公寓中的410室。與折紙因曾誤殺士道及其他的緣由，對她總以全名稱呼，每天都跟她圍繞在士道身邊吵架。
對士道十分依賴與信任，同時抱持著無意識的好感，只要待在士道身邊就會感到幸福萬分，但自身並不了解戀愛情感的定義，當士道與其他女孩過份親近或接吻時內心就會產生連自己也不明瞭的焦躁和不安。在四糸乃一事後向士道請求，希望他日後可以繼續拯救像她一樣無助的精靈。當士道因狂三的兇殘而迷惘時，十香還特地為士道打氣。
擁有異常靈敏的嗅覺，而且熟記士道的氣味。曾一瞬間看破裝扮成女裝的士道，也因此識破偽裝成士道的七罪。
每天晚上都很早睡，但每早都有些賴床。
士道得知十香被七罪捉走時，與得知夕弦被捉走時的反應截然不同。由此可見，十香在士道心中有著無法取代的地位。
本作最初出現第1個精靈，識別名為〈公主〉。靈裝是名為〈神威靈裝·十番〉的紫色鎧甲及禮服，戴著紫色水晶髮飾，顯現的天使〈鏖殺公〉是一把收在王座椅背中的大劍，而全力解放的【最後之劍】是由〈鏖殺公〉將王座吸收成的一把全長超過十公尺的過長巨劍，一揮動就能輕易將大地一分為二。
天央祭時為幫助士道而一同上台演唱，原本因不通音樂而只負責搖鈴鼓，但在身為主唱的折紙遲遲未現身時自己展現驚人的音樂天賦。事後僥倖沒有被美九的聲音支配，為了保護士道，與美九及被支配的精靈們交戰，後在艾蓮現身後勉強將士道送出會場，自己不敵被捕，被捉到DEM公司中。
在DEM日本分公司目睹士道被艾蓮攻擊至濒死，自己却無力相救，因情緒瀕臨崩潰狀態而使靈魂结晶反轉，性格變得冷酷無情，宛若變成另一個人。其身上出現完全狀態的靈裝，不同的是靈装主色調較暗，暴露度也大增，能夠顯現出魔王〈暴虐公〉。〈暴虐公〉也能吸收王座合成巨剑【终焉之劍】。最终被士道再度封印并恢复原状。
在DEM公司反威斯考特派所投下的第二顆人造衛星即將墜落至天宮市之際，與發動天使的士道以及現出真身的七罪一同將衛星擊毀。
在士道暴走時聽到折紙對士道說出「喜歡」感到莫名的心煩，並且發現自己對士道與對琴里等人的「喜歡」不同，甚至漸漸發現對士道感情的是勝過於「喜歡」的「愛慕」。
在受困於【幻書館】中時，扮演的故事角色為《桃太郎》中的桃太郎。
在被六喰封閉了對士道的記憶後，因為喪失了對自己最為重要的「某人」的記憶所產生的缺失感而陷入不明絕望並反轉，並與六喰展開了對決，後來因為傷害了六喰的頭髮而與六喰陷入激戰。在六喰進入反轉時為士道擋下靈力漩渦，並在封印六喰後，留下了「別讓『十香』太傷心」這一句話後，自願被封印靈力。
在與澪對峙時以懸殊的差距落敗並被澪以光帶貫穿胸口，但與其他被取出靈魂結晶的精靈不同，在昏迷狀態下即被澪吸收。清醒後在另一個「十香」的鼓勵之下從澪的體內突破而出，並且在吸收澪及其他精靈的部分靈力下成功對澪造成傷害，最終迫使澪發動〈　〉使十香連同被奪走的靈力回歸到「虛無」。在對決時，澪證實了十香是由靈魂結晶產生自我意識所轉變的特殊存在，也是除澪之外唯一並非由人類轉化而成的精靈。
在與DEM大決戰結束，吸收了澪消失後產生的〈靈魂結晶〉，憑藉著力量，抑制澪的「免疫細胞」。在其反轉的自己展開結界，保護大家的同時，由其餘的精靈利用戰鬥的方式釋放靈力支撐結界，自身和反轉後的自己一起同時與士道進行約會，反轉後的十香也為了識別被士道命名為「天香」。結界崩壞後，和士道一同與澪靈力的「免疫細胞」戰鬥，與「天香」合而為一，力量能同時展現天使〈鏖殺公〉和魔王〈暴虐公〉，也能同時吸收王座變成【最後之劍】和【终焉之劍】，兩把巨劍合而為一時能變成最大最強的天使兼魔王【創世之劍】。最后再次向士道表达爱意后伴随着澪的灵魂结晶消失。2年后再次现身于士道眼前并且自我介绍。
於安可短篇第10卷中的日後十香的篇章接續結局的部分，確認十香的回歸，並於該篇章結尾與士道等人一同上彩戶大學。
劇場版時召喚出天使〈滅殺皇〉，並換上靈裝〈神威靈裝·十番〉 【萬】。
純精靈，由靈魂結晶本身萌生出來，與澪一樣為原生精靈。
〈野獸〉
身高：155cm、三圍：B84/W58/H83
評級：
綜合危險度：SSS、空間震規模：SS、靈裝：SS、天使：SSS
能力值：
力量：510、耐力：492、靈力：502、敏捷：345、智力：32
喜歡的事物是回憶，討厭的事物是孤獨。
拥有10个天使能力。
其真實身份是来自平行世界的十香。
鳶一折紙（Tobiichi Origami，聲：富樫美鈴、薛晴（台湾））
生日：11月11日、身高：152cm、三圍：B75/W55/H79、血型：A
正常狀態：
評級：
綜合危險度：AAA、空間震規模：AA、靈裝：AA、天使：AAA
能力值：
力量：158、耐力：152、靈力：219、敏捷：136、智力：243
反轉狀態：
評級：
綜合危險度：SS、空間震規模：AAA、靈裝：AA、天使：AAA
能力值：
力量：198、耐力：202、靈力：242、敏捷：128、智力：230
喜歡的事物是CalorieMate營養補充食品與士道，討厭的事物是精靈。
本作女主角之一、外傳漫畫《约会大进击DATE AST LIKE》的主角。16歲，士道的同班同學。
有著純白如雪的短直髮，經常面無表情如人偶般的少女。成績超群絕倫，經常是全年級的榜首。在全國性的模擬考中也曾摘得首位。另外也是運動能力全能的完美美少女。但是，除了士道以外，在別人面前幾乎完全不表露出情感，對搭話也無視，休息時間也只一個人看著書本。
大概是從五年前開始變得特殊起來，在這之前只是個比旁人家孩子聰明、學習成績和運動能力都很優秀的孩子。可是在雙親喪命而憎恨精靈後，性格就變得扭曲起來。
擅長全部科目，能把掌握的知識和技術全部都化為自己所有基本沒在意過食物的喜好，只是吸取著能夠製造出強大身體的營養素，將來的夢想為殺死五年前令雙親命喪的那個精靈。
叫喚他人時基本上都是使用全名，在招待士道到自己的家過後即改以名字稱呼之。
另一方面，也是陸上自衛隊對抗精靈部隊──AST的成員。位階為一曹（上士），雖然年輕但卻有極高的作戰能力。
5年前，雙親因火焰纏繞的精靈現身而喪命，因此憎恨精靈的一切存在，並且為了避免他人遭遇和自己相同的事情，展開以消滅精靈為最終目標的持續征戰。但是為了達到這一目標，折紙也採取了許多魯莽的行動，受到了隊長燎子的關注。
因為五年前被（來自未來的）士道從正在倒塌的建物中救出，而對士道抱持著好感，並掌握著士道從身高、體重、血型等詳細健康狀態乃至一切情報。對士道的實妹真那自稱為是「（士道的）戀人」，使其稱呼自己為「大嫂」（義姉さま）。對於戀愛的知識極度地偏離常知，在士道首次拜訪其宅邸時即以穿著女僕裝的方式迎接（因聽見士道與宏人於教室時無意間的對話所影響），并將大量的精力劑摻入茶飲並迫使士道喝入。之后更出现突然地去洗澡後以包裹單條浴巾的方式獻身於士道前的大胆肉食系行徑。在日常中不断地面无表情做出惊人的言辞和举动，然而也非常聪明，时常会出好主意。
雖然舉目無親，一個人在獨戶式公寓過著單身生活，但卻在室內設置紅外線感應器連動催淚瓦斯、干擾電波及自動追跡哨戒槍（Sentry Gun；）等要塞化防禦工事。
家中客廳只有擺放以淡色為主的基本家具，並且沒有女性化的家具，給人一種樣品屋的感覺，而在折紙的房間中，只有一張雙人床和高聳衣櫃，此外在床上的枕頭套中正面以POP字體繡了「沒問題」，而反面繡了「沒關係」。
追殺著她認定為殺親兇手的〈炎魔〉，在確認〈炎魔〉即是五河琴里後不顧一切的盜走實驗型重裝顯像裝置〈White Lycoris〉，攻擊正在遊樂園與士道約會的琴里，最後在十香與四糸乃的阻攔及士道的捨命勸說下放棄攻擊，並因超過活動極限而昏倒在地，被隨後趕來的AST成員逮捕。
和士道等同学一起前往小岛旅游。其间夕弦拜她为 "Master"。(小說第五卷第三章)
在獲悉DEM公司一行人將要在天央祭捉拿士道和十香之際，再次無視命令啟動〈White Lycoris〉與他們作戰，并因为達到活動界限而昏迷。甦醒後在美纪惠的帮助下獲得了前SSS成员的CR-UNIT，著裝後即趕到DEM日本分公司参加戰鬥，并在〈佛拉克西納斯〉的掩護下成功擊傷艾蓮，迫使其撤退。
之後接受艾蓮的邀請而加入DEM。并擊破預定墜落於天宮市的第三顆人造衛星（實際上第三顆是核彈）。
人造衛星墜落事件後，决意继续其抹杀精灵的使命。绑架监禁士郎后，與十香交戰，因對方發動完全靈裝而不敵。在即將落敗之際與〈幻影〉相遇並精靈化，因而成為出現於故事中的第8個精靈。識別名為〈天使〉。靈裝是名為〈神威靈裝·一番〉的純白色連衣裙，像婚紗一樣華麗，顯現的天使為王冠形狀羽片的〈滅絕天使〉。根據戰況需要，可以變形成至少四種狀態，分別是施展全方位光粒子攻擊的【日輪】、將絕滅天使變換成翼狀高速移動的【天翼】、羽片發出光束行使遠距離操控兵器的【光劍】和全羽片組合在一起能與十香的【最後之劍】不相上下的光砲【砲冠】。
精靈化後的折紙擁有與十香不相上下的戰鬥力，更逼使十香使用【最後之劍】。正當雙方鬥得難分難解之際，獲七罪所營救的士道突然現身。折紙不願讓士道看見精靈化以後的模樣而離去。之後爲了追尋殺害雙親的人，藉助狂三的【十二之彈】回到五年前的八月三日。回到過去後，碰見〈幻影〉並質問其為何殺死自己的父母。〈幻影〉不明白折紙的意思，但被折紙理解為「無需隨手殺人的理由」，憤而發動攻擊企圖將其殺死，但最終被〈幻影〉逃脫。當折紙以為拯救了父母時，卻發現周圍是自己熟悉的景色，那個位置是被自己放的光砲打中的地方，而下方一名少女以絕望的表情看着前方並抬頭仰望。折紙頓時明白自己間接害死父母，因而陷入絕望並隨即灵魂结晶反轉。
因【十二之彈】時效已過，而於反轉之時剛好返回到了現代，接著反轉過後的折紙即刻對整個天宮市展開無差別的全方位攻擊，嚴重破壞掉天宮市的全部一切。在無差別攻擊的期間，其魔王擊毀了整艘〈佛拉克西納斯〉、當場引爆並且徹底全毀，間接導致包含琴里等人〈佛拉克西納斯〉全員行蹤下落不明、生死未卜。
當士道回到了被改變的未來時，折紙成了長髮，以轉學生的身份轉學到來禪高中，她以為五年前將她父母救下的是士道的哥哥，然而父母仍在隔年遇上車禍死亡。折紙認為當時拯救父母的士道被精靈殺死，為了避免這種悲劇而加入AST。但每當自己遇到精靈，便無意識地變成反轉體並攻擊精靈。由於本人認為這是貧血，不再適合佩戴顯現裝置而從AST辭職。和士道約會期間，不時潛意識做出違反自己意願的變態行為。在和士道約會時因為發現士道用琴里的能力療傷而陷入反轉，因為反轉時間太長回想起了歷史改變前的記憶，再次陷入絕望中。就在精神即將崩壞之際意識被士道的呼喚拉回，本人意識到自己對士道的感情並非戀愛，而只是單純的依賴而已。但是依然得到士道的感謝，之後被成功封印靈力。封印后將頭髮剪回了短髮，再次變得面無表情，但是對精靈們的態度明顯柔和了許多，也會露出微笑。本人稱對士道的愛情從現在才開始。
歷史改變後，初次被偵測時為反轉型態，而被賦予了識別名〈惡魔〉，但在被士道封印後重新被賦予識別名〈天使〉。反轉時能夠顯現出魔王〈救世魔王〉，外形是一頂黑色的王冠。擁有與〈滅絕天使〉相同的能力。反轉後靈裝暴露度大增，顏色由原本白色變為藍黑色。
在受困於【幻書館】中時，扮演的故事角色為《國王的新衣》中的國王。
在〈佛拉克西納斯EX〉與〈蓋迪亞〉對峙時，以自身的精靈之力，混合純白色的CR-UNIT〈布倫希爾德〉的力量與阿爾緹米希亞交戰，成為世界上第一位精靈與巫師混合的案例。〈布倫希爾德〉配有鐳射長槍〈恩赫里亞〉，能夠吸收周圍的靈子，折紙便曾透過該能力吸收反轉十香被六喰分解掉的靈裝靈子來攻擊十香，以阻礙十香與六喰的對決。
因為次人格（改變歷史後的折紙）沒有被六喰的記憶封鎖影響，是異變發生後唯一「還記得」士道的精靈，在不明原因的昏倒後顯現出其人格。在反轉十香與六喰進行約會對決時提供部分意見並幫忙調停兩者之間的衝突。
在天香展開的結界中進行精靈大亂鬥時，剛開始和琴里打得不相上下，不過憑藉自身的經驗和體力處於優勢，在六喰加入戰鬥後，釋放全部靈力解決掉琴里，原本已經無力反擊，不過被六喰用【解】釋放出反轉後的人格及魔王的能力，逆轉打敗六喰，恢復本身的意識及人格後，最後被四糸乃擊敗。
之後對士道說過一定要喜歡自己(折紙),但是除了喜歡自己以外也要喜歡十香。
校內「最想與她交往的女子排行榜BEST13」中的第3位，在歷史改變後更達到了第1位。
知道五河士織就是女裝後的五河士道。
有一本以分鐘作為單位詳細記錄著每一件事的日記，而當中被士道告白以及士道第一次來訪的這兩天，大概有平常日子5倍的文字量。對于自己和士道一起度過的時間，全部都記得十分清楚並且能夠描述得相當詳細具體。就像是在播放紀錄片一樣。
從不明途徑得到士道的個人資料及電話。
平時的便服都是在網上訂購的。
在外傳漫畫中，強烈斥責岡峰重工社長岡峰虎太郎對於AST及美紀惠沒有用的想法，並說服其交出由岡峰重工管理的〈阿休克羅夫特〉一號機〈愛麗絲〉。
人類精靈，為了獲得能打贏精靈的力量而接受靈魂結晶。
第21卷之後，與五河士道、夕弦、耶俱矢、十香、狂三共同就讀彩戶大學。
五河琴里（Itsuka Kotori，聲：竹達彩奈）
生日：2001年8月3日、身高：145cm、三圍：B72/W53/H74、血型：AB
評級：
綜合危險度：AA、空間震規模：B、靈裝：A、天使：AA
能力值：
力量：160、耐力：100、靈力：215、敏捷：130、智力：178
喜歡的事物是加倍佳棒棒糖，討厭的事物是恐怖故事。
本作女主角之一。14歲，士道名義上的妹妹，喜歡士道。
特徵是將紅色的頭髮紮成一對雙馬尾的可愛傲嬌少女，但同時也是將士道拉上與精靈對話交涉作為根絕空間震手段〈拉塔托斯克〉的司令官。具有雙重人格般的兩種性格，以頭上有無綁緞帶以及緞帶顏色作為切換性格，白色或沒綁緞帶是士道平時所熟知的純真妹妹，黑色則是抖S的毒舌司令。強迫士道學習男女交際的方法，一旦失敗就會毫無留情的揭開士道過去年少輕狂時的黑暗歷史
每天早上都會收看星座占卜與血型占卜的節目。
房間是在2樓，在六疊大小的房間擺放了粉色系的衣櫃和床舖，房間四處都是擁擠排放夢幻風格的各種布偶及小物件。
把〈拉塔托斯克〉中自己所管轄的部隊成員的樣貌全都記熟，並當成家人一樣對待。
真正身分為「擁有精靈之力的人類」，在系统判定上已被視為精靈，即本作出現的第4個精靈，識別名〈炎魔〉，靈裝是一件像羽衣般的紅色和服〈神威靈裝·五番〉，並在頭上戴上白色的牛角頭飾。天使〈灼爛殲鬼〉是帶著火焰的巨大戰斧，可轉換為砲管型態【炮】，具備著強大穿透力，曾一擊就將狂三的天使破壞了大約四分之一。除此之外還擁有如同不死鳥般的再生能力，就算受到再重的傷也能完好如初，但會讓本身產生炙熱感。缺陷是琴里自己會產生出一種無法控制的破壞衝動，容易失去理智而化為大開殺戒的戰鬥狂。
本來也是普通人類，但於五年前從〈幻影〉手中獲得精靈之力，一時力量失控而引發大火。後因力量被士道封印，所以才能過一般人的生活，不過兩人對當時的記憶就像被人刻意的抹滅掉而遺忘了。那次事件後被〈拉塔托斯克〉選上而得知了精靈的存在，為此而希望能拯救她們。
為了解救在學校頂樓被時崎狂三捉住的士道而將精靈的力量全數的逆流回來，立刻展現了壓倒性的實力，但也被一時破壞衝動奪走了理智，甚至想殺死狂三，幸虧被士道及時阻止才沒釀成大禍。而從力量回歸的那刻起破壞衝動就不斷的來回折磨琴里，讓她必須仰賴藥物注射才能維持清醒，為此琴里要求士道讓自己再度迷戀上他以再度封印力量。之後與士道在遊樂園約會時，遭到使用DEM公司試製的討滅兵装〈White Lycoris〉的折紙攻擊，而再度使出精靈的力量也再度失控，得知五年前就是自己殺死折紙雙親後便失去戰意，在危難時刻被趕來的十香與四糸乃及時搭救，最後在士道緊急告白後與士道接吻後再次封印住力量。隨著再次的封印五年前的記憶也漸漸回復了：當初琴里變成精靈後沒過多少時間就因為拯救受重傷的士道而自願將力量讓士道封印，也證明了殺死折紙雙親的精靈也另有其人。
事後得知，其實琴里對士道的好感值一直都處於最高狀態，本來就沒有約會的必要，但令音希望能完成琴里想跟士道約會的心願而沒有告知。
雖然經常與真那辯論誰才是士道的「妹妹」，但仍會為了真那的身體狀況而擔心。
曾和艾略特討論過，如果局勢陷入最惡劣情況，將會不惜殺了士道。其實琴里早已擔心士道有可能在靈力過多的情況下暴走。
於DEM反威斯考特派投下的第一顆人造衛星降下天宮市之際，使用〈佛拉克西納斯〉上的精靈靈力炮〈永恆之槍〉以自身精靈之力將其擊碎。
曾使用整艘〈佛拉克西納斯〉與艾蓮的戰艦激戰，因〈拉塔托斯克〉的戰艦不敵艾蓮而不得不逃跑。其後於折紙反轉時不顧〈佛拉克西納斯〉戰艦的破損指揮成員援救士道等人。但是〈佛拉克西納斯〉卻不慎在半毀的狀況下遭折紙的無差別攻擊擊中而當場爆炸全毀，包括琴里、神無月、令音等全部〈拉塔托斯克〉眾人皆全部下落不明、生死未卜。
在被士道與狂三改變過的世界中，座艦仍因折紙的無差別攻擊而毀損，但與全體人員一同生還。
在受困於【幻書館】中時，扮演的故事角色為《賣火柴的小女孩》的小女孩。
後期因六喰的【放】解放靈力後，成功克服自身的靈力活動界限，能夠毫無顧忌的戰鬥。在天香展開的結界中進行精靈大亂鬥時，主動找上折紙進行戰鬥，由於自身體力不足跟戰鬥經驗差距處於劣勢，在六喰加入戰鬥後，被折紙最後的全力打倒，不過在被擊墜前使用最後的力量進行反擊，成功重創折紙。
從狂三的回憶可以得知，狂三曾經殺掉了暴走的炎之精靈「山打紗和」，由此得知琴里並非最早的炎之精靈。
在2014年的ISML國際最萌大賽獲得冠軍成為萌王。
人類精靈，為了變堅強好讓士道喜歡，而接受幻影的靈魂結晶。
第1卷~第21卷，國中生；第21卷後，都立來禪高中學生，與冰芽川四糸乃、鏡野七罪、星宮六喰、崇宮真那同一班級。

## 精靈
冰芽川四糸乃（Himekawa Yoshino，聲：野水伊織）
生日：3月20日、身高：144cm、三圍：B73/W55/H78
評級：
綜合危險度：B、空間震規模：C、靈裝：B、天使：AA
能力值：
力量：95、耐力：82、靈力：199、敏捷：212、智力：152
喜歡的事物是可愛的帽子與四糸奈，討厭的事物是受人注目的地方、暴力與受傷。
出現於故事中的第2個精靈。識別名為〈隱居者〉。
長相宛若法國娃娃般美麗的藍髮少女，外表年紀與琴里相近，標準蘿莉，手拿著一個樣子滑稽的兔子手偶（四糸奈）。
精靈之中屬較為溫馴的類型，現界之後只會迴避攻擊而不會回擊。因為認為別人與自己一樣討厭痛苦與傷害，所以不會傷害其他人。
生性溫馴而膽小怕生，幾乎不敢與人直接對話，會以腹語術由手偶「四糸奈」這個人格與他人溝通。但由於對外皆由「四糸奈」對應，使四糸乃本身的精神處於封閉狀態，在手偶脫離之後，四糸乃的本人格才浮現。一旦失去「四糸奈」的支持，四糸乃就會變得極度容易恐慌，任何刺激都會讓她反射性的發動攻擊，但心中仍是希望不要傷害任何人，士道為此做出承諾，說會成為保護她遠離痛苦與傷害的英雄。喜歡和士道在一起。
力量被士道封印後暫時住在〈佛拉克西納斯〉中，學習著能夠融入人類社會的相關知識，並開始練習由自己主動開口說話，處於兩個人格一同顯現的狀態。在士道與琴里約會時曾幫欲與琴里獨處的士道攔下十香，顯現體貼的一面。偶爾會到五河家拜訪，楚楚可憐的舉止以及體貼的個性讓士道視她為紊亂生活中的心靈綠洲。
在受困於【幻書館】中時，扮演的故事角色為《小紅帽》中的小紅帽。
在天香展開的結界中進行精靈大亂鬥時，因四糸奈的勸說下，堅定戰鬥意志，先用苦肉計擊敗美九，然後使用全力打敗七罪，接著利用殘餘的靈力，打敗刻意放水的狂三（消耗掉所有〈囁告篇帙〉的力量），以及最後打敗恢復意識後靈力剩沒多少的折紙，贏得戰鬥勝利的第一名，同時成為第一個真正向士道表白的精靈。
當品嘗了從未吃到過的美味食物因而深受感動時就會做出把眼睛睜大，敲了幾下桌子（劇場版是搖椅子）之後豎起了大拇指的動作。
據士道所言，平時也和美九一樣，有在收看每周日早上播放的女性向動畫「Valkyrie・Misty」。
從狂三的回憶可以得知，狂三曾經殺掉了暴走的冰之精靈，由此得知四糸乃並非最早的冰之精靈。
能操控水與寒氣，因這項特質使她在力量被士道封印之前每次現界後周圍總是傾盆大雨。靈裝是一件飾有兔耳的綠色斗篷〈神威靈裝·四番〉，天使〈冰結傀儡〉是能凍結周圍的巨大兔子，能以夾帶靈力的雨水及寒氣張開防禦用的結界，任何在範圍內帶有靈力的事物都被凍結，連同顯像裝置製造的隨意領域也能冰凍。
還有一種名為【凍鎧】的技能，是〈冰結傀儡〉的應用能力，為了幫助士道攻略折紙而首次使出。〈冰結傀儡〉會化為盔甲包裹著四糸乃的身體，能使力量更為集中、強大。把手十指交合，可以形成一個巨大圓錐體冰塊，威力可以把反轉中的折紙的所製造的防護牆強行掘開一個縫隙。
人類精靈，接受靈魂結晶原因是媽媽捲入事故死亡。
第21卷後，都立來禪高中學生，與五河琴里、鏡野七罪、星宮六喰、崇宮真那同一班級。
四糸奈（Yoshinon，聲：野水伊織）
四糸乃手中的兔子手偶，由她所創造出來的另一人格，只在戴上手偶時才會浮現。是四糸乃理想中的自己，也是她的朋友。
雖說是以手偶的模樣溝通，但這只是個媒介，手偶本身沒有任何特殊之處。四糸奈的感官完全依賴於四糸乃。
個性開朗健談，言詞上總是充滿自信，不過偶爾有話說得太過份的毛病。不斷鼓勵並支持四糸乃，並代替內向的她與他人對話。除此之外四糸奈也是四糸乃的精神依靠，為避免自身的恐懼使力量失控而創造出來的堅強形象，而這也是基於四糸乃不想傷害他人的溫柔。雖說是藉由四糸乃以腹語術發聲，但由於兩者的思考是個別獨立的，所以四糸奈的發言無關於四糸乃的意志。
當四糸乃在力量不完全的狀態下召喚天使時，四糸奈的人格會轉移到〈冰結傀儡〉上。
在七罪被十香及折紙拆穿假扮士道後，七罪要求士道從12張照片找出自己偽裝的人，此時七罪假扮的便是四糸奈。
時崎狂三（Tokisaki Kurumi，聲：真田麻美）
生日：6月10日、身高：157cm、三圍：B85/W59/H87
評級：
綜合危險度：S、空間震規模：C、靈裝：C、天使：S
能力值：
力量：109、耐力：80、靈力：220、敏捷：103、智力：201
喜歡的事物是動物（尤其是貓），討厭的事物是人類和初始精靈。
出現於故事中的第3個精靈。外傳小說《DATE A BULLET》的主角。識別名為〈夢魘〉。
突然轉入來禪高中的轉校生，一頭黑色長髮綁成兩條馬尾，異常長的瀏海幾乎遮住臉的左半邊和異常的左眼，皮膚如同珍珠般白晢光滑，在眾人前自稱精靈。剛開始就對士道異常的親密。自稱喜歡士道，目的是為了和他“合為一體”，卻也是最后一个被封印灵力的精灵。
對殺死人命毫不抗拒，至今已被確認由狂三親手殺死的人超過一萬名以上，但性格上並非是嗜血好殺之人。曾因為見到一群少年虐待一隻小貓而大發雷霆的開殺，似乎特別厭惡隨意蹧蹋其他生命的事情。被認為是最邪惡的精靈，雖然崇宮真那曾經成功殺死她，但過了一陣子後又會毫髮無傷再度出現，而她就一直在殺人與被殺的輪迴中徘徊。雖自稱自己喜歡殺人也喜歡被殺，但曾因士道的話而產生動搖。
能力為操控時間。靈裝名為〈神威靈裝·三番〉，是一件紅黑相間，帶蕾絲的馬甲長裙，髮型也改為一長一短的雙馬尾，瀏海也沒遮著左邊臉，露出來的左眼瞳孔是一個金色時鐘，隨能力的發動而轉動。天使〈刻刻帝〉是一個巨大時鐘，指針分別是兩把長短不一的燧發槍當作狂三的武器，而鐘上的數字個別象徵各種能力（動畫版增加發動能力的擺動姿勢），例如：使對象加速的【一之彈】和減速的【二之彈】、使對象成長的【三之彈】和使對象時間倒退的【四之彈】、能看見短暫未來的【五之彈】、使對象意識與幾日前的身體連結的【六之彈】、使對象時間停止的【七之彈】、 分裂「过去的自己」的【八之彈】、與存在不同時間軸的人意識連結的【九之彈】、讀取對象記憶的【十之彈】、吞噬精靈靈力，使對象穿梭至未來的【十一之彈】以及回溯至過去的【十二之彈】。由於天使的力量過於強大而必須支付代價，所以狂三使用力量時都要消耗自己的「時間」（也就是壽命），為了不讓自己的「時間」耗盡而吞噬其他人的生命，在其以影子所構成的結界〈蝕時之城〉範圍的人都會被狂三強制奪走「時間」。
【八之彈】是狂三最主要的能力，效果是分裂「过去的自己」來產生分身，這正是狂三不斷「死而復生」的秘密。每個分身能各自獨立使用天使的武裝，雖然能發揮的戰力不及本尊，也無法自己使用能力彈，但實行以數量壓制敵人的人海戰術十分有用。分身的活動極限時間與消耗的「時間」成正比，狂三消耗了大量的「時間」製造大量的分身軍團。
對士道誓言要「要拯救她」的話起了極大的反應，張開結界以全校師生的性命要脅要士道收回前言，但反被士道拿自己當人質要求狂三解除結界。由於一直以來都沒人對狂三伸出援手，她對士道無論如何都要幫助她的舉動感到不知所措。就在這時，狂三本尊出現，並將動搖的狂三（分身）殺死，準備直接動手吸收士道。雖然真那、十香與折紙先後趕來，但都被狂三以〈刻刻帝〉的力量壓制住。即將得手之際，被取回精靈力量的琴里阻止，被〈灼爛殲鬼〉消滅幾乎所有的分身，〈刻刻帝〉約四分之一的部分遭毀損，狂三自己也身受重傷。最後，在士道為她擋下一發琴里致命的攻擊後趁亂逃走。逃走前，狂三親吻士道以感謝救命之恩，意外被封印【六之彈】能力。
實際上，狂三之所以積極地收集「時間」，是為了得到更多的壽命以啟動【十二之彈】，回到30年前，殺死「最初的精靈」，以完成將「精靈存在的事實」抹滅的悲願。然而，【十二之彈】消耗的力量是根據回溯的時間來決定，而回到三十年前所需要的力量至少是一個精靈所擁有的全部的量，要是貿然使用的話，狂三就算沒有當場死亡也會變得虛弱不堪而無法達成目標，因此得吞噬已經封印著三個精靈力量的士道。這項情報則是狂三從〈幻影〉口中聽到的。
天央祭時，士道被美九追捕，同時十香被DEM抓走，狂三於絕望的士道面前再次出現，提出要幫助士道救回十香的協議，主要是想趁DEM混亂時找到知道最初精靈身分的第二名精靈（二亞），但最後未能找到。
在精靈化的折紙的請求下，使用【十二之彈】把折紙送回五年前。之後看見反轉的折紙回到現在，後來對士道說明折紙的狀況已經無法挽回了，便使用【十二之彈】把士道也送回五年前。
在DEM公司押送「第二名精靈」二亞時襲擊了押送的運輸機，卻被神秘的魔術師「亞德普斯2號」——阿爾緹米希亞所擊退。
在封印六喰後的二月九日，以復學為由再次出現在士道等人面前，並向士道發起對決宣言，從狂三復學至情人節當天，若士道能使自己嬌羞便讓士道封印，反之則由自己吸收士道所封印的全部靈力。事實上，在這段期間狂三不斷地改寫歷史以改變士道遭DEM殺死的事實。在第一次士道遭殺害時與其遺體接吻，意外的取回了被封印的【六之彈】能力，利用這份能力將自己的意識送回至二月八日以妨礙DEM的對士道的襲擊，並在士道再次被殺害時重複同樣的步驟，期間一共重複了204次，雖然六之彈會回朔除意識/記憶以外的所有事物，包括時間和靈力，但也導致狂三的精神近於崩潰邊緣。
在最後的DEM大戰中，突襲艾薩克成功搶回二亞被奪走的靈力，自身吸收二亞的靈力後，顯現出自身原裝扮和「修女」形象的合成靈裝，也能同時使用〈囁告篇帙〉的力量。
在天香展開的結界中進行精靈大亂鬥時，擊敗被八舞姊妹追趕的二亞後，自願放水讓四糸乃擊敗（消耗掉所有〈囁告篇帙〉的力量），比賽結束後，利用全身原有〈刻刻帝〉的【四之彈】力量，將真那的身體恢復至被改造成巫師之前。
在備受父母疼愛的富裕家庭中成長，充滿正義感及憐憫之心。十幾年前碰上暴走的影之精靈時被澪所救，後在澪以拯救世界、與靈魂結晶適性良好等理由的誘導下成為精靈，並與澪一同消滅暴走的精靈。
某日消滅暴走的炎之精靈時，意外發現自己殺死了好友紗和，並意識到過去消滅的約五十名精靈曾為人類後一度陷入反轉。反轉之際借助【四之彈】恢復理智，在澪告知利用人類來「精煉」反靈魂結晶後，被澪奪取記憶並送至鄰界。在現界並利用【十之彈】取回自身記憶後，決意消滅「最初的精靈」澪為紗和報仇，並抹滅精靈曾存在的事實。
人類精靈，在澪慫恿下接受了靈魂結晶。
外傳小說《魔術偵探·時崎狂三事件簿》的主角。被捲入與魔術工藝品的相關案件中，更在栖空邊茉莉花的算計下被逼成為偵探。
風待八舞（Kazamachi Yamai）
生日：10月18日、身高：180cm、三圍：B102/W66/H98
評級：
綜合危險度：S、空間震規模：S、靈裝：AAA、天使：AAA
能力值：
力量：226、耐力：198、靈力：204、敏捷：386、智力：178
喜歡的事物是重金屬音樂，討厭的事物是茼蒿。
出現於故事中的第5個精靈。識別名為〈狂戰士〉。初始的“颶風之子”，是由八舞耶俱矢和八舞夕弦融合而成的集合體，是從兩人變回一人。
在世界各地現界的雙子精靈，原本是同一個精靈，但據她們自己所言，在某次現界時分裂成八舞耶俱矢和八舞夕弦兩個個體。雖然兩者意識個體皆為獨立，但嚴格來講還算是同一個存在。兩人都有著略捲的橘色長髮和水銀般的眼睛，臉型更像同個模子刻的，但髮型體型跟性格卻是大不相同。兩人為爭誰是真正的「八舞」而不斷爭吵，以各種方式對決分勝負（項目非常多元，如：賽跑、劍球、大胃王……等），決定誰才是繼任八舞的主人格，戰敗的一方就要消失。
他們現界時多在一無所有的空中，因此引發的空間震未傷人命，不過之後又會一邊互相戰鬥一邊高速移動，所經之處都會如同颶風過境般的破壞殆盡，還多次被一般民眾目擊，使〈拉塔托斯克〉跟AST都把她們指定為優先目標，但苦於她們捉摸不定的行蹤而無從下手。
兩人戰績為99戰25勝25敗49平手，於或美島附近進行第一百回合的時候巧遇正在修學旅行的士道等人，於是耶俱矢突發奇想的要以「誰能先得到士道的心」為考驗魅力的最後決戰項目。
雖然耶俱矢和夕弦表面上都認定自己會獲勝，其實兩人都真心的希望對方能繼續生存，個別要求作為裁判的士道要選擇對方。士道與十香討論時，不小心讓雙方聽到各自的真正心意，為此對對方憤怒的兩人決議直接戰到一方倒下來分勝負。最後士道提出了第三種選擇，即封印靈力然後共同存活下來。兩人聽後，互相吐露想一起活下去的真心話，然後和解。事後兩人對士道皆產生好感，為答謝他而一起獻上初吻，宣稱士道為兩人的共有財產。被封印後在令音的安排下進入來禪高中就讀，以孿生姊妹的身分轉進士道的隔壁班二年三班上。和好後兩人的感情變得十分融洽，親密的程度與其說是姊妹不如說像戀人。
在暑假期間八舞姊妹一度癡迷于少年漫畫。
由於過去各種的比試對決，讓八舞姊妹學習到各種技能，例如彈奏樂器、理髮等等。
在受困於【幻書館】中時，扮演的故事角色為《糖果屋》中的姐妹（原作中為兄妹）。
後來揭露，成為精靈前是名為風待八舞的人類。本來是雙胞胎，但其中一人在出生前便夭折，存活下的一方便帶著夭折姊妹的部分細胞出生。在一次车祸濒死时被突然出现的澪赋予靈魂結晶以挽回生命，但因為体内拥有两个因子而分裂成兩個精靈。
在天香展開的結界中進行精靈大亂鬥時，原本夕弦在追擊七罪，不過因為耶俱矢干擾，兩人都不希望對方輸給自身以外的精靈，所以互相戰鬥，中途受到二亞的干擾，所以一同追擊二亞，在確定不會有人繼續打擾的狀況後，兩人再度使用權力將對方擊倒，最終平手。
靈装是由皮帶似的布料為主、露出度極大的紫藍色拘束服〈神威靈装·八番〉，項圈上扣有鎖頭，一邊的手腳個別裝有斷鏈銬（耶俱矢是右邊而夕弦是左邊）。天使的共有名稱是〈颶風騎士〉，由於八舞的分裂使天使的力量也分散到耶俱矢與夕弦兩人身上，需兩人合力才能發揮真正的力量。天使發動時，耶俱矢右邊和夕弦左邊肩膀上會個別裝上羽翼狀的無機物，同邊的手部會出現手甲，將兩人羽翼結合而成的弓及兩人的天使組合起來就會顯現出〈颶風騎士〉的真實型態，巨大弓箭【天際疾馳者】。
八舞耶俱矢（Yamai Kaguya，聲：內田真禮）
身高：157cm、三圍：B79/W56/H81
評級：
綜合危險度：AAA、空間震規模：AA、靈裝：B、天使：AA
能力值：
力量：180、耐力：140、靈力：179、敏捷：240、智力：69
喜歡的事物是帥氣的東西，討厭的事物是讀書。
將長髮盤起來的少女，體態較為纖細，個性活潑，總是一種女王般高高在上高傲強勢的態度，還會用一種中二病般的措辭說話。不過這只是為了讓自己有作為精靈的威嚴而故意為之，在情緒激動時會露餡，在力量封印後的說話方式變得比較正常。如果別人一時聽不懂耶俱矢的話，那麼夕弦會負責翻譯。
天使為一把長度超过她身高的巨大突擊槍【穿刺者】，是【天際疾馳者】的箭矢。
擅長爵士鼓，不擅長玩手牌遊戲，因為從臉部表情就能看手牌的類型。
非常怕癢，此外剪髮技巧非常好。在剪髮中的絕技是絕技·超帝雙刃烈風陣。
有一本異世界命名大辭典（十三國語言版），當中特別喜歡德語。
都立來禪高中學生；第21冊後，與士道、折紙、夕弦就讀同間大學，彩戶大學大學生。
八舞夕弦（Yamai Yuzuru，聲：布萊德庫特·莎拉·惠美）
身高：158cm、三圍：B90/W61/H86
評級：
綜合危險度：AA、空間震規模：B、靈裝：A、天使：AA
能力值：
力量：170、耐力：129、靈力：185、敏捷：240、智力：84
喜歡的事物是垃圾食物，討厭的事物是噪音。
將長髮編成三股辮的少女，體態較為豐滿，眼睛總像沒精神般的半瞇眼，與耶俱矢個性相反般的冷靜溫馴，在說話開頭都會以兩個字表示主旨，是耶俱矢中二病言行的主要吐嘈者。以名字夕弦為第一人稱。
曾請教折紙誘惑男人的方法，敬稱她為「折紙大師」。
天使為前端付有菱形之刃的鎖鍊靈擺【束缚者】，是【天際疾馳者】的弓弦。
擅長電貝斯，也擅長洗髮。
平時把色情的書都藏在床底下。
平常是個非常乖巧懂事的女孩，然而卻格外喜歡看耶俱矢感到羞澀的樣子，有時更會對耶俱矢表現出虐待狂的一面。
都立來禪高中學生；第21卷後，與士道、折紙、耶俱矢、狂三、十香共同就讀彩戶大學。
誘宵美九（Izayoi Miku，聲：茅原實里）
生日：1月19日、身高：165cm、三圍：B94/W63/H88
評級：
綜合危險度：A、空間震規模：B、靈裝：C、天使：AA
能力值：
力量：85、耐力：72、靈力：159、敏捷：67、智力：70
喜歡的事物是唱歌，討厭的事物是男性、香菸。
出現於故事中的第6個精靈。識別名為〈歌姬〉。
擁有著紫銀長髮及瞳孔，巨乳，以及說话不緊不慢的特點。除了半年前被確認現界過一次外並沒有其他相似資料。實際上從半年前開始一直處於現界，和狂三一样融入人類社會。是天宮市名校龍膽寺女子學院的學生，更以讓男性難以靠近的偶像身份活躍著。極度厭惡男性，只是搭話其好感度就會降到蟑螂之下，但美九是非常喜歡女性的百合型精靈。
真正身分是與琴里相同、被賦予精靈之力的人類。原是一個除了唱歌以外一無是處的女孩，十五歲時成功以藝名「宵待月乃」出道成為歌手，歌迷之中男性占九成。演藝仕途原本順遂，直到她拒絕某電視台製作人的「交易」（演藝界的潛規則——陪睡）後，突然出現的抹黑醜聞使美九名聲一落千丈，尤其是歌迷態度180度的轉變使她十分痛苦而心力憔悴，最後更因此患上心因性失聲症而失去聲音。就在美九絕望到想結束生命時，〈幻影〉現身，將精靈之力賦予她。因為這段經歷，她變得不再信任人類，視人類為垃圾一樣，尤其是對男性更是厭惡至極（即异性恐惧症），並以精靈之力操弄他人、為所欲為，演變成現在這樣視男性為奴隸、視女孩子為可愛玩偶的任性女孩。
士道為了攻略百合個性的美九，偽裝成五河士織以攻略美九。但是，對男人極為厭惡的她知道五河士織真身是男人時大為激動而操縱成百上千的人捕捉士道。在DEM公司一役中看到士道捨命去救十香，並且捨身保護用盡力量的自己（自認沒辦法歌唱便沒有價值的自己）而大受感動，擺脫過去的心理創傷，也從此傾心於他。於天央祭第三天主動親了士道，自願被他封印靈力，還稱呼他為達令。後因士道的關係對男性的態度（异性恐惧症）目前有所改善。
有Cosplay的喜好習慣，本人則說因自己是大名人，因外出的不便而需要Cosplay。
其偶像握手會只有女性限定，而且對於自己看上的女孩子往往會失控而有過多的肢體接觸、約定聯絡方式或是打算要約帶回家開茶會等等讓經紀人頭疼的性騷擾問題。
因為是百合，而且其他精靈們都是那麼可愛的女孩子，所以基本上所有精靈幾乎都是美九性騷擾的受害者。
唯一認同並喜歡的男性是士道，不過也很喜歡士織，被封印靈力後仍會找理由讓士道變身成士織出來和她約會。
在受困於【幻書館】中時，扮演的故事角色為《小美人魚》中的美人魚。
在天香展開的結界中進行精靈大亂鬥時，和四糸乃展開戰鬥，利用自身增強的實力，有機會擊敗四糸乃，最終敗於四糸乃的苦肉計。
平時有在收看每周日早上播放的女性向動畫「Valkyrie・Misty」，當中特別喜歡動畫中的第四名女武神月島花音。
十分擅長按摩，曾為了幫助士道攻略七罪而大展身手。
能力為操控聲音，一旦被美九以灌注靈力的聲音「請求」，沒有靈力的一般人類都會無從抵抗的順從。靈装是有着中空袖子以及花邊狀光帶的上衣，下面则是有著會發光的褶皺邊的裙子〈神威靈装·九番〉。天使是會發光的巨大管風琴〈破軍歌姬〉。當美九往音樂中注入靈力，聽到這音樂的人只要不塞住耳朵，即便是精灵（只要是處於灵力被封印的狀態）也會被洗腦，而且就算是通過擴音器聽到也有效果。已经确认有使聽聞者的力量膨脹的【進行曲】、将其加以洗腦的【獨奏】、具有物理性破壞力量的音波的【輪旋曲】和減緩鎮痛但沒有治療傷口效果的【鎮魂歌】四种曲目存在。
家中房間大得能鋪20張草蓆，裡面放置著一張帶華蓋的特大型床，牆邊放置著木製的壁櫥和衣櫃，在床的正面還有80英寸的彩色電視，就像是酒店裡的房間一樣。
能改變自己的聲音假冒其他人，曾假冒耶俱矢和夕弦去欺騙十香。
学级比士道高一级，但言行卻像小孩子一般單純。英語不是很好。
為了令其他人不知道自己就是宵待月乃，一直在自己的歌曲中注入靈力，使聽了這些歌的人們會漸漸地淡忘宵待月乃，但在被封印後已不再刻意隱藏作為宵代月乃的過去。
人類精靈，因為對人類感到絕望，而得因心性失聲症，在最絕望的時候接受幻影的靈魂結晶，並尊稱幻影為【神】。
鏡野七罪（Kyouno Natsumi，聲：真野步）
生日：7月23日、身高：144cm、三圍：B69/W55/H70（真面目）
身高：170cm、三圍：B94/W62/H90（大人模式）
評級：
綜合危險度：B、空間震規模：C、靈裝：C、天使：AA
能力值：
力量：79、耐力：65、靈力：180、敏捷：82、智力：174
喜歡的事物是屋內的牆角，討厭的事物是集體行動。
出现於故事中的第7個精靈。識別名為〈魔女〉。
外貌是擁有寶石綠色的長髮與眼睛的成熟美女，不過這只是七罪理想中的形象以及變化出來的假象，真面目卻是一名膚色慘白、頭髮乾澀而身形瘦削的小女孩。似乎因好奇心而常常現界跑到人類社會中，卻一直不被任何人正視，因此變化自己的外貌引起他人的注意，但也因而漸漸對自己原來的樣子感到自卑，甚至到了有被虐妄想症般的嚴重。
首次邂逅士道時態度平和，對贊同自己美麗的士道甚有好感。之後被AST襲擊，她用天使把AST輕易玩弄於股掌之間，不過由於大意，不慎被其中一枚飛彈擊中，意外解除了偽裝的幻象。誤以為士道看見她的真面目使她的態度整個逆轉，在落下狠話後憤而離開。在翌日變身為士道，對校內的人作出猥褻的騷擾行為，目的是為了毀掉士道的人生，但因為被十香與折紙識破而逃走。
其後，她寄給士道一封信，信中提及她就在十二張照片之中，要士道在時限內找到她，否則一到凌晨就會有人消失（被猜錯的人也會一併消失）。假如十天內找不出她，她便會將照片中的人與精靈全數捉走。第一天抓走了夕弦、第二天抓走了四糸乃與亞衣、第三天抓走了十香，第四天抓走了小珠老師以及殿町，第五天抓走了麻衣和美衣。後來，因為折纸的提示和美九的言语，從而聯想到七罪不是變成人或精靈，而是四糸乃的手偶「四糸奈」。被識破身份的七罪，因遊戲被破解而釋放被抓走的人及精靈，但也因天使的反衝使七罪的幻象解除而露出真面目，在秘密被眾人知曉的情況下，她憤而用天使把在場的一眾精靈與折紙變成小孩模樣後便逃走了。
偽裝被揭發後仍然持續以變身能力惡整士道，卻遭到艾蓮的攻擊而身受重傷，幸好被士道與十香等精靈們協力救走。為應對七罪對自己的自卑感，士道再一次用接近美九的方法——伪装成五河士織並與精靈們一同為七罪好好打扮一番，以矯正七罪的觀念。雖然七罪設法逃走，但後來DEM公司反威斯考特派試圖透過投下人造衛星摧毀天宮市，士道等人努力阻止時，七罪再次現身幫助。最後七罪在士道答應會繼續教她化妝技巧後，自願封印靈力。
靈力被封印後，入住精靈公寓中，與四糸乃同樣沒有上學。由於殘餘的自卑感作祟，讓七罪與他人的交流仍是消極，對四糸乃主動的關心非常感動，還曾一度脫口求婚，於是年紀相仿的兩人關係變得很好。
抗壓力極低，常常因恐慌而導致靈力逆流，結果變成大人的模樣。在大人模式下自信心會大增，還能做出些大膽的事，但在變回原樣後會陷入短暫的自我厭惡狀態，覺得自己的心理比豆腐還軟弱。
在需要主動使用靈力（複製物品或使自己或他人變身）時，會刻意回想起曾發生過的一些非常負面的場景來使靈力逆流，而副作用的結果就是使自己的情緒變得更加低落。
似乎以前有上學的經驗，曾因沒有朋友而躲到學校廁所吃午餐的經驗，卻因忘記鎖門而被同班同學撞見，回到教室覺得大家都在竊笑。
在公開授課日時，代替因病昏倒的岡峰珠惠作為二年四班的老師授課，並且引發了一連串的大騷動。。
在士道攻略二亞時，為了畫出以精靈們與士道的故事為主題的漫畫，而意外的展現了自己的畫功，甚至可與專業漫畫家匹敵，也因此被二亞請求擔任自己的助理。
在受困於【幻書館】中時，扮演的故事角色為《灰姑娘》中的仙度瑞拉。
在士道攻略六喰時，被誤會逃跑，其實待在士道身邊，提供協助。
成為精靈前是出生在一個單親家庭，母親是某個有婦之夫的情婦，對待七罪的態度極其惡劣，基本上只把她當做向其生父索取贍養費的道具，平時總是虐待她。造成七罪因營養不良而瘦弱的體型，也因無法洗澡而髒亂的外表在小學被人疏離。直至準備升上初中時生父意外死亡，母親在失去贍養費這唯一的收入後轉而要七罪賣身，在七罪反抗而被控頸窒息之際幻影出現，絕望下的她接受了靈魂結晶成為精靈。七罪得到力量後立刻憤怒地把母親變成青蛙，在要將其踩死時因良知而停手，最後乘上贋造魔女痛哭飛走。
在天香展開的結界中進行精靈大亂鬥時，先迎戰夕弦不過不敵，後來改目標轉為勸說六喰，瓦解二亞和六喰的聯盟，最終與四糸乃展開全力決戰，但是不敵敗北。
靈裝是造型酷似西方傳說中女巫的〈神威靈装·七番〉。外表是成熟美女時頭戴一頂鑲有祖母綠的尖帽子，身穿有六芒星形圖案的紫色的緊身衣，而緊身衣上披了一件鑲有銅色邊緣的披風。真面目時是頭戴一頂以數顆未經切割的祖母綠原石作裝飾的尖帽子，身穿一條有吊帶的燈籠短褲，雙腿穿上長短不一的襪子與一雙尖頭鞋。天使是柄的前端有提燈與鏡子裝飾的掃帚〈贗造魔女〉，除了能當作飛行工具外，提燈發出的光芒有改變包含自己在內的人或物體外形的變形能力，而鏡子也有把人或精靈囚禁在天使之中的功能。
更上層的复制能力【千變萬化鏡】，可以讓自己的天使像黏土一样變型成其他精靈的天使，藉此能模仿出其他天使的能力。但因為是複製品，所以實際威力會比原版還要弱一些。在DEM公司反威斯考特派所投下人造衛星時使用了该能力成功复制了十香的天使〈鏖殺公〉。在眾精靈為了將士道送到反轉折紙身邊時使用了该能力成功复制了美九的天使〈破軍歌姬〉，演奏了【進行曲】，引起美九的不滿。
第21卷後，都立來禪高中學生，與五河琴里、冰芽川四糸乃、星宮六喰、崇宮真那同一班級。
本二亞（Honjou Nia，聲：生天目仁美）
生日：2月29日、身高：168cm、三圍：B76/W59/H80
評級：
綜合危險度：A、空間震規模：C、靈裝：C、天使：S
能力值：
力量：60、耐力：59、靈力：142、敏捷：64、智力：245
喜歡的事物是酒，討厭的事物是陰暗的氛圍。
出現於故事中的第9個精靈。識別名為〈修女〉。
身材極度貧乳，擁有俐落的灰色短髮及如綠松石般的眼睛，年齡約45歲，但因為成為精靈肉體停止增長而保留了18歲的外貌，也因此有著與外貌不符的「昭和味」。有酗酒的習慣，家中冰箱僅有啤酒及日本酒。十年前以筆名「本蒼二」聞名的御宅漫畫家。真實身分為狂三一直在尋找的「第二名精靈」，原本只是普通人類，大約在27至28年前成為精靈，後來透過威斯考特、艾蓮及伍德曼得知了關於最初的精靈的事。
五年前，DEM公司為了進行反轉體實驗而派艾蓮捕捉她並囚禁，雖受著一連串不人道的實驗，但卻從未成功反轉。在士道暴走期間被以「材料A」的名義，從太平洋的涅里爾島押送至日本，途中運輸機被暴走的士道擊落因而逃跑。實際上運輸機被擊落以及讓二亞逃走都是威斯考特的計畫好的。
為了進一步與士道接觸，刻意餓倒於路上，並向士道表示自己僅對二次元有興趣。
靈裝是透明且有如墨水般，右腳開著高衩的〈神威靈装·二番〉，以修女服為原型，配戴著十字架，並混雜著後現代主義的元素，頭紗上裝飾著鋼筆及鵝毛筆。天使是外型為外部裝飾十字架的書本的〈囁告篇帙〉，擁有獲取情報的全知能力，可以藉此知道除了「未來」以外的事情，除外，更擁有改寫未來的能力「未來記載」，在〈囁告篇帙〉上畫下的事情都會成真。
在被DEM囚禁時腦中被植入了小型顯現裝置，因此在其脫逃時，威斯考特也藉此消除了其被囚禁時的不人道實驗的記憶。而後又使其回想其這段痛苦回憶，因而陷入精神崩壞並反轉，反轉後召喚出外型為巨大書本的魔王〈神蝕篇帙〉，與〈囁告篇帙〉能力相似，不過變得能自動在魔王上記載，更能使書中內容具象化。反轉時被阿爾緹米希亞用光劍斬開腹部，導致反靈魂結晶顯現，並遭威斯考特吸收，而陷入命危，最終因為尚有反靈魂結晶殘存於體內，而在士道的接吻封印下保留一命。
另外，魔王〈神蝕篇帙〉擁有如小型鄰界的幻術空間【幻書館】，使人產生幻覺自己存在於故事中，威斯考特便利用其造成精靈們受困於其中。由於二亞的〈囁告篇帙〉與威斯考特的〈神蝕篇帙〉同時存在所產生的矛盾，造成全知能力無法完全展現及「未來記載」失效。
在受困於【幻書館】中時，扮演自己所寫的故事《銀色子彈》（名稱影射自《黑色子彈》）中的法蒂瑪。
後期在澪的幫助下恢復全部靈力，和〈佛拉克西納斯EX〉的管理AI〈瑪莉亞〉達成協議，使用與威斯考特的〈神蝕篇帙〉召喚〈妮貝可〉相同力量的方式，召喚眾多〈瑪莉亞〉出來進行戰鬥，提升自身的戰鬥能力。
在天香展開的結界中進行精靈大亂鬥時，決定和六喰聯手到處干擾其它精靈進行戰鬥，不過在七罪瓦解這個聯盟後，被憤怒的八舞姊妹追殺，最終遇上狂三被擊敗。
星宮六喰（Hoshimiya Mukuro，聲：影山燈）
生日：9月12日、身高：148cm、三圍：B91/W60/H88
評級：
綜合危險度：AAA（S）、空間震規模：AAA（AAA）、靈裝：A（AAA）、天使：S（S）
能力值 ：
力量：142（205）、耐力：121（192）、靈力：205（225）、敏捷：138（221）、智力：67（67）
喜歡的事物是芋羊羹，討厭的事物是謊言。
出現於故事中的第10個精靈。識別名為〈黃道帶〉。
擁有著比自己身高還要高的黃色長捲髮及琥珀般的眼睛，巨乳，第一人稱為「妾身」。〈拉塔托斯克〉首次偵測到的精靈，在宇宙中漂流著，新學期開始時造成隕石墜落的元兇。因為封閉了自己的心靈而無法理解寂寞的心情。
為了警告利用〈神蝕篇帙〉調查其的威斯考特以及對其發動攻擊的DEM公司而讓隕石墜落地球。對在地球生活毫無興趣。
説話語氣很古風。重視家人，渴望親情。喜歡士道，稱他“郎君”。與士道一樣，有著被原生家庭拋棄的過去，因此在受到星宮家領養後，展現了對養父母、姐姐的依賴以及佔有欲。喜歡姐姐為自己整理長髮，因此在姐姐答應朋友將自己曾經被姐姐稱讚的長髮剪短時，認為在姐姐眼中自己的存在不比朋友重要，因而陷入悲傷及絕望。
在陷入絕望時被〈幻影〉看上，賦予了金黃色的靈魂結晶而成為精靈。在獲得精靈之力後，為了能獨佔養父母及姐姐，而封閉了他人對自己家人的記憶，但卻招致家人對自己不諒解及恐懼，甚至被家人叫做「怪物」。再次陷入悲傷的六喰將家人對自己記憶封閉後，便封閉了自己的記憶及情緒，前往了不會受干擾的空間──宇宙。
在士道利用〈贗造魔女〉複製出〈封解主〉解除了被自己封閉的情感後，因為不明原因而與士道有了某部分的記憶連結。為了能夠獨佔士道，而封閉了他人對士道的記憶，但卻被記憶未被封鎖的（改變歷史後的）折紙以及因為喪失了對自己最為重要的「某人」的記憶陷入不明絕望而反轉的十香干擾。在與十香爭奪士道時，十香傷害了自己被士道稱讚的長髮，而解放自己的能力陷入暴走，更在自己意外傷害到士道以及取回自己封閉的記憶後開始反轉。最後在士道的呼喚下得以保留意識，並在與士道接吻後成功封印、停止反轉。封印後與四糸乃及七罪同樣沒有上學。
在天香展開的結界中進行精靈大亂鬥時，剛開始原本想先解決掉二亞，不過在二亞的勸說下，不太情願的進行聯手，干擾其它精靈的戰鬥，在被七罪點醒後，追求屬於自己的戰鬥，轉而向折紙和琴里進行對戰，利用自身【放】的力量，幫助兩人跟自身提升自己的力量到最高狀態後，和琴里被折紙發揮最後力量的光炮擊中，不過沒被擊倒，使用【解】的力量準備將力量使用殆盡的折紙擊敗時，反被解放出反轉力量的折紙擊敗。
靈裝是宛如有星辰點綴的粉紫色旗袍〈神威靈装·六番〉，手套上及衣擺上皆有著星座圖案，腳上則穿著猶如中世紀騎士的鎧甲型長靴。天使是鑰匙形狀的錫杖〈封解主〉，擁有將對象關閉的能力【閉】，此能力曾讓戰艦完全停止運作、使地球停止自轉、封閉他人記憶以及自我情感；將對象開啟的能力【開】，透過此能力在宇宙與地球間開啟如蟲洞的洞穴造成隕石墜落地球、在兩地間開啟如任意門般的洞穴快速移動；解放自身潛能的能力【放】，六喰透過該能力解放自身的能力，改變了靈裝樣式，並令天使轉變為如戰戟的型態；斷開分子連結的能力【解】，該能力曾讓巨大建築物及十香的靈裝如霧般消散；將錫杖縮小為一般鑰匙大小的能力【小鍵】，士道為了將〈封解主〉插入腦中以解除自己被封印的記憶而使用該能力。
第21卷後，都立來禪高中學生，與五河琴里、冰芽川四糸乃、鏡野七罪、崇宮真那同一班級。
崇宮澪（Takamiya Mio，聲：遠藤綾）
生日：12月25日、身高：160cm、三圍：B89/W60/H87
評級：
綜合危險度：SSS、空間震規模：SSS、靈裝：SSS、天使：SSS
能力值：
力量：999、耐力：999、靈力：999、敏捷：999、智力：999
崇宮真士的初戀情人。
喜歡的事物是海，討厭的事物是離別。
最初的精靈，也是一切精靈的根源。識別名為〈神〉。

30年前誕生時引起名為「歐亞大空災」的空間震，導致一億五千萬人死亡，同時也是狂三誓言要打倒的精靈。
透過二亞的全知能力，狂三知道就算自己回到了三十年前也無法獨自擊敗最初的精靈，也因此，狂三似乎將目標轉移到創造出最初精靈的三大「罪人」上。
由三大「罪人」艾略特·伍德曼、艾薩克·威斯考特、艾蓮·梅瑟斯以「精靈術式」所創造。
根據伍德曼所言，為了奪取其能力才將其創造出來。後來因為伍德曼對其產生了愛戀之情，而選擇保護澪以及其他精靈。
在30年前南關東大空災後和崇宮真士相遇，因為在三十日與真士相遇，而被真士命名為「澪」。擁有十分快速的學習力，能在一天內學會日文。
被魔術師威斯考特、艾略特以及平凡的人類崇宮真士愛上，而讓澪不顧一切愛上的只有崇宮真士，並稱呼真士為「小士」，當知道真士對自己懷抱著好感時，內心激昂不已，也有了與真士建造下一代的想法。
而在某天與當時是DEM成員的伍德曼相遇時被託付給真士照顧，卻被另一位成員威斯考特以真那作為威脅要求澪回到DEM，此時真士出來相救卻遭威斯考特殺害。澪為了使真士重生而與之接吻並將其吸收，在自己體內重組後再將其生下，重組過程中將自己「吸收力量」的能力分割給了士道。這是日後士道封印精靈能力的根源。

因為沒辦法接受真士的死，所以希望藉由創造士道來替代真士，但澪很清楚真士與士道完全不一樣，即便有著相同的外表，靈魂也不同，一直以來都把士道當作自己的兒子對待。
雖然澪表面上有著讓士道吸收靈力，透過士道來達成與真士在一起的計畫，不過內心深處卻是希望總有一天士道能成為殺掉自己的存在，只因為澪無法接受真士逝去了，自己卻有著永恆的性命，這樣的她永遠無法與真士在一起，因此最終開啟「約會大作戰」。

根據反轉時的十香所言，她將自己的力量分割成了反靈魂結晶，這些結晶為了適應宿主，後來轉變成了靈魂結晶——也就是精靈們力量的來源。
在士道暴走時曾被士道提及，似乎與士道及真那熟識，但兩人似乎不知道其精靈身分。
據士道所言，她在DEM公司抓走真那時其曾出手相救，不過最後並沒有成功的救出真那。
真那頭痛時所喚起的記憶中，那名長髮少女的背影就是她。

在〈拉塔托斯克〉與DEM大戰時自狂三的體內爬出。為了達成與「真士」永遠在一起的計畫，試圖恢復士道作為「真士」的記憶並消除「士道」的記憶，同時逐步回收所有靈魂結晶，造成除十香以外的精靈全數死亡，而十香的「存在」則在〈　〉下消失殆盡。
在士道使用六之弹回溯到2天前時，因士道的告知，對內心深處有了了解，意識到了自己「一直以來都在尋死，只因內心深處意識到了真士的死」，承認了真士的逝去，放棄了掠奪靈魂結晶以及真士的計畫，選擇守護自己的孩子，與士道和11位精靈一同对付获得精灵之力的威斯考特。

最後察覺自己的真實想法，而自己再也不是不死的存在，因此拒絕待在「士道」以及其他孩子身邊，選擇了已經失去性命的「真士」，隨後以自己的性命為代價，使用了無之天使守護了士道以及其他精靈，也拒絕與威斯考特同歸於盡，早一步離開人世去追隨真士。
在死亡之際，要離開人世時，澪遇見了30年以來魂牽夢縈的「真士」，兩人雖僅存著靈魂，真士向澪致歉後緊抱著澪，在感受真士的溫暖後在真士懷裡哭泣，使用不輸真士的力道使勁抱著真士。不願再次分開，也決定「絕對」不會再放手，兩人承諾「從今以後，永遠在一起」。

而因為靈魂結晶消失，被賦予靈魂結晶的精靈們失去靈力，變回一般人（十香除外）。
稱呼狂三為「那個孩子」，並且稱所有精靈為「我可愛的孩子們」。
靈裝為純白的女神型靈裝。天使為花朵形態的〈萬象聖堂〉、樹木形態的〈輪迴樂園〉以及種子形態的〈　〉。
純精靈，在DEM的精靈術式中萌生而出。
第22卷，澪在世界某處以意識使用世界之力重組十香，以致十香復活。
村雨令音（Murasame Reine，聲：遠藤綾）
身高：164cm、三圍：B95/W63/H89、血型：O
喜歡的東西是甜食，討厭的東西是刺激性食物。
澪對外展現的身分，〈拉塔托斯克〉的分析官。外表年齡約20多歲、配戴著眼鏡的年輕女性，重度失眠症患者，曾說自己約有30年沒睡了。眼睛總是像要閉起來似的，極有可能突然間倒下。
如琴里的左右手般的存在，與琴里共同進行對士道的訓練，或進行與精靈有關的情報分析、監測等工作。與精靈似乎有著特殊的關聯性。
於十香出現在天宮市之後，便於來禪高中擔任物理科教師和身兼士道就讀班級的副班導師。經常將充滿縫補痕跡的絨毛玩具熊置放在胸前的口袋中。不知何故經常將士道的名字唸成是「士太郎」，並將其簡稱為「小士」，但卻能正常地叫出其他人的名字。
喜歡吃甜品，因此經常被琴里用甜品收買。有異常的道德觀，如士道不小心跌倒而撲上其身體時也不會作出任何行為及動作。
萬事通，似乎沒有甚麼事情可以難倒她。不論是模特兒、小提琴家、翻譯、醫生、飛行員、甚至某國公主的替身也能勝任有餘。
在與精靈們挑選製作巧克力的材料時，透漏自己過去有一個「既是最初，也是最後」的戀人，而且是一位非常溫柔的人。
〈幻影〉（聲：遠藤綾）
澪的另一身分，識別名為〈幻影〉，是賦予琴里、美九、折紙、二亞及六喰精靈之力的謎之存在，持有數個靈魂結晶。作為〈幻影〉時籠罩著一層護罩，任何人見到她雖然能知道她就在那裏，但不論是外貌、體型或聲音，在認知上皆會變得模糊不清。
五年前曾告訴狂三有關士道與「第二名精靈」二亞的事，亦曾在半年前给予美九精靈之力。在折紙與發動完全靈裝的十香交戰即將落敗之際也給予她精靈之力。
折紙在取得精靈之力後，借助狂三的【十二之彈】回到過去，企圖將幻影殺死。雖然最終逃脫，可是纏繞於她身上的雜訊卻被折紙的最後一擊消除，使其現出了真面目，因此折紙對其真正的聲音有所印象。
為了不讓士道得知其真面目，所以當士道回到五年前並找到自己時，借用了偽裝的形象現身。該形象在遊戲《烏托邦凜禰》中是園神凜禰。
後來在〈拉塔托斯克〉高層發動〈丹斯雷夫〉企圖殺死士道時，展開以靈力建構的防護牆保護士道。
二亞在被她賦予靈魂結晶後曾利用〈囁告篇帙〉調查其身分，不過受到某種強大力量的干擾，而無法調查到其身分。
在狂三靈力幾乎耗盡醒來後，出現在躲在天台的狂三面前聲稱要給予其建議，但反被狂三攻擊，逃跑時被【七之彈】限制住行動，不過只限制住了外表的遮罩，本體則落到了天台上，顯現了真實的樣貌，最後被狂三的影子吞噬。但在被吞噬後依舊以村雨令音身分出現在〈拉塔托斯克〉中，琴里雖然感到些許違和但並未察覺異狀。在狂三體內吸收其大量「時間」，並在〈拉塔托斯克〉與DEM大戰時從狂三體內爬出，與〈佛拉克西納斯EX〉上的分身合體後顯現澪的完全型態。
山打紗和（Yamauchi Sawa，聲：大西沙織）
狂三的好友，也是前代的炎之精靈。
將栗色長髮綁成三股辮。狂三十分喜歡他們家的美國短毛貓「栗子」。
在不明狀況下被澪賦予靈魂結晶，因為與結晶適性不佳而暴走，而被不知情的狂三殺害。在狂三知曉真相後，為紗和報仇成為狂三欲消滅「最初的精靈」的目的之一。

## 拉塔托斯克機構
神無月恭平（Kannazuki Kyouhei，聲：子安武人）
身高：181cm、體重：74kg、血型：A
〈拉塔托斯克〉的副司令官。28歲、不像是日本人的美男子，但卻是超級M兼變態。在約會的可選擇項目中，一定會選定回答中最糟糕的選項，常被琴里責備與無視，但卻因此感到高興且其意志歷久彌堅。
加入〈拉塔托斯克〉前，是AST的前任王牌，更是日下部燎子新人時期的隊長。顯現裝置的熟練度遠在當時其他AST隊員之上。每當有違規的隊員被他的手碰到肩的話，該隊員就要被逼穿上其指定的cosplay服裝。被碰到第二次的話，該隊員就要在穿上Cosplay衣服的情況下，把他踩在腳下作為懲罰。由於隊員們相當討厭這種變態懲罰，因此AST在那時期沒人敢違規。最後留下了「找一位與我相應的主人」的話語離開了AST。雖加入了〈拉塔托斯克〉，可是仍被認定有回歸AST的可能，因而被保留AST的席位。
有關於約會作戰的指揮能力只能以「絕望」來形容，甚至被其他隊員吐槽。與之相反的是，他在實戰指揮、顯現裝置的操作技術上卻十分優秀。
對〈阿爾巴德爾〉一戰中，獨自操控七台顯現裝置之餘，還能把本來用作通訊的〈世界樹之葉〉當作機雷使用。
幫忙製作使用琴里的照片製成的聖琴里勳章（SaintKotori），給予在〈拉塔托斯克〉對琴里帶來功績的人。
曾自爆自己偶爾會穿女裝。
與DEM決戰時，與AST時期的後輩日下部燎子重逢。不過在改變後世界，並未與日下部燎子重逢。
最後與岡峰珠惠結婚。
崇宮真那（Takamiya Mana，聲：味里）
身高：147cm、三圍：B74/W56/H80
喜歡的東西是模擬戰，討厭的東西是缺乏毅力的人。
從DEM公司調派到天宮駐屯地的AST補充人員，位階為少尉，代號「亞德普斯2號（Adeptus 2）」。神韻與士道非常相似的少女，面容伶俐而綁著馬尾，左眼下有個淚痣，年約為14歲左右，用一種夾雜敬語的方式說話。
顯現裝置技巧世界前五，有獨自一人殺死精靈的經驗，為追殺〈夢魘〉而來到天宮。
真正的身份是士道的親生妹妹，雖然沒有過去的記憶，但身上帶著一張與士道在小時候的合照。曾跟琴里爭執妹妹的地位。
身體受到大量的改造，這也是她強大力量的真面目，被判定生命只剩下10年不到，但是她本人毫不知情。
一直以來不斷的殺死狂三讓她的心靈在不知不覺間磨損，自己已經認為習慣了，但疲憊的表情透露出她無奈的心聲。撿到士道遺落的耳機而發現〈拉塔托斯克〉的存在，認為他們讓士道與精靈接觸太過危險，與琴里單獨約談時要求她讓士道脫離，後為救被狂三盯上的士道前往來禪高中屋頂。被完全顯現天使的狂三壓倒性擊敗，得救後被送進備有醫療用顯像裝置的醫院接受治療，而在一個月後卻無故從病房消失。
在琴里的安排下從醫院中被帶到〈佛拉克西納斯〉中，得知了自己的身體狀況，決意離開DEM公司加入〈拉塔托斯克〉。
後來為了開始追蹤狂三的任務而暫時離開〈佛拉克西納斯〉。
在後來士道靈力暴走時，迎戰艾蓮。
後期多次在戰鬥中堤供幫助，直到為了維持天香結界的精靈大亂鬥結束後，在狂三的【四之彈】力量幫助下，終於重獲被DEM改造前的人類之身。
小時候在英國倫敦被人收養。
曾因在和魔術師劫匪銀行時，於金庫使用全方位放射魔力，把整個金庫都炸了，使得最終要以工資來賠償修理費及損失總額（大約500萬英磅），但是若用工資來賠償的話大概要花100年才能還清，最後被特許每殺掉一個精靈就特別獎勵500萬英鎊。
川越恭次（Kawagoe Kyouji，聲：井上剛）
〈佛拉克西納斯〉的船員，結婚五次離婚五次 ，外號〈迅速進入倦怠期〉。
學校路線會選擇保健室的保健室派。
曾因士道和琴里約會的計劃可行而接受由神無月製作及賜與的聖琴里勳章。
和第三任離婚的太太有一名女兒，但只能在生日等重要日子才能見面。
幹本雅臣（Mikimoto Masaomi，聲：利根健太朗）
〈佛拉克西納斯〉的船員，已婚，並育有三名子女，但是給孩子取了怪異的姓名。
深受夜店的菲律賓人歡迎而引以為傲，外號〈社長〉。
椎崎雛子（Shiizaki Hinako，聲：明坂聰美）
〈佛拉克西納斯〉的船員，據說她的情敵都接二連三地發生不幸。
人稱凌晨兩點的女性，外號〈詛咒娃娃〉。
中津川宗近（Nakatsugawa Munechika，聲：ゴー☆ジャス）
〈佛拉克西納斯〉的船員，號稱擁有100位老婆的男性，不過被士道質疑沒一個在三次元的。外號〈次元穿越者〉。
箕輪梢（Minowa Kozue，聲：うさみともこ）
〈佛拉克西納斯〉的船員。因為出現不當行為，被法律限制不准靠近心上人半徑五百公尺以內的女性，外號〈保護觀察處分〉。
學校路線會選擇屋頂的屋頂派。
艾略特·鮑德溫·伍德曼（Elliott Baldwin Woodman，聲：中田讓治、綠川光（青年）、小市真琴（童年））
圓桌會議議長，〈拉塔托斯克〉的創始者，與威斯考特、艾蓮同是被稱為「魔法師」的後裔。雙眼失明，年齡約五十歲上下，外表宛如慈祥爺爺般的男性。
琴里的恩人。
曾與嘉蓮向士道詢問去醫院的路，並把精靈們託付給他。
與DEM社的執行董事威斯考特是舊識，可是並不同意其做法。
根據二亞所言，他是創造出精靈的三大「罪人」之一，也是狂三想消滅的人之一。
30年前與威斯考特及艾蓮一同創立DEM公司並製造出最初的精靈，後來由於自己愛上了最初的精靈並產生了想保護精靈的念頭而脫離DEM並成立了〈拉塔托斯克〉。
在精靈們及〈佛拉克西納斯EX〉成員與艾蓮所帶領的DEM的空中艦交戰時，與隻身前來〈拉塔托斯克〉總部的威斯考特正面交鋒。在對決前從懷中拿出了金色名牌狀物品，疑似以CR-UNIT對上擁有〈神蝕篇帙〉的威斯考特，最後以兩敗俱傷局面收場。
魔術師的能力在號稱「世界最強」的艾蓮之上，第一個傷及艾蓮的人，同時也是艾蓮魔術師方面的老師。
與DEM決戰時，與艾蓮對戰，最終擊敗了艾蓮，並毀掉對方的顯現裝置。
嘉蓮·諾拉·梅瑟斯（Karen Nora Mathers，聲：西田望見）
圓桌會議議長伍德曼的隨從。外貌年齡約20多歲，艾蓮的妹妹。外貌與艾蓮相似，分別只是頭髮略短以及配戴一副眼鏡。與姐姐艾蓮因理念不合的緣故，多年前已分道揚鑣。
前DEM公司開發部的主管，由於她的離去，使到DEM公司的科技有一段時期停滯不前。
在30年前與一心想要保護精靈的伍德曼一同脫離DEM，原因僅在於自己對伍德曼的愛慕之情。
瑪莉亞（Maria，聲：三森鈴子）
身高：158cm、三圍：B84/W58/H85
喜歡的東西是整齊的原始碼，討厭的東西是到了截稿期限卻找藉口喝酒、一不注意就逃避的墮落漫畫家。
被加載在改良後的〈佛拉克西納斯〉——〈佛拉克西納斯EX〉的管理AI，能夠以語音功能與艦艇上的人員對話，並對約會選項提出意見。不過似乎只被賦予人工智慧，並不像鞠亞一樣擁有人的形象，甚至是靈力，然而從短篇「Date ·A·Cruse 2ndDay case-3pool」中的彩圖可以得知瑪莉亞其實就是鞠亞(在該短篇中瑪莉亞為了跟眾人玩水而弄了個立體投影將自己的模樣投影出來，而投影出來的形象就是鞠亞的模樣)。
雖然是〈佛拉克西納斯〉的AI，但本身並不會干涉約會選項，所有選項皆是透過精靈的各種數據自動生成。
淡島文雄（Awashima Fumio）
〈拉塔托斯克〉中的三等執務官，曾在士道和琴里約會時，扮演不良集團成員向琴里搭訕，但最终身份被琴里當場拆穿。
手代木良治（Teshirogi Yoshiharu）
〈拉塔托斯克〉的三等官，曾在士道和琴里約會時，扮演不良集團成員向琴里搭訕，但最终身份被琴里當場拆穿。
川西孝史（Kawanishi Takashi）
〈拉塔托斯克〉中的三等官，曾在士道和琴里約會時，扮演不良集團成員向琴里搭訕，但最终身份被琴里當場拆穿。
五河龍雄（Itsuka Tatsuo）
士道的養父，同時也是琴里的生父。
外表是一名瞇起雙眼，配戴眼鏡，面上經常顯露笑容，而且有輕微駝背的男性。
在故事開始前與妻子遙子一同前往海外出差。
真正身份為〈拉塔托斯克〉的母公司「〈亞斯格特〉電子工業」的職員。與妻子一同負責開發顯現裝置，同時也是〈拉塔托斯克〉開發團隊的成員。
知道精靈的存在，卻不知道其具體形象，甚至可能不知道自己的女兒琴里就是精靈以及養子士道有封印精靈的能力。於安可短篇集第9冊「雙親五河」親眼見到精靈存在。
為崇宮真士的高中同學。
五河遙子（Itsuka Haruko，聲：洲崎綾）
士道的養母，同時也是琴里的生母。
簡單而言就像大人版的琴里，分別只是留的是短髮。
琴里的貧乳就是遺傳自她的。
在故事開始前與丈夫龍雄一同前往海外出差。
真正身份為〈拉塔托斯克〉的母公司「〈亞斯格特〉電子工業」的職員。與丈夫一同負責開發顯現裝置，同時也是〈拉塔托斯克〉開發團隊的成員。
知道精靈的存在，卻不知道其具體形象，甚至可能不知道自己的女兒琴里就是精靈以及養子士道有封印精靈的能力。於安可短篇集第9卷「雙親五河」親眼見到精靈存在。
原名為穗村遙子，為崇宮真那的好友。曾經見過崇宮澪，並為對方挑選約會的衣服。
於安可短篇集第10冊「重逢真那」，與30年前失蹤的崇宮真那重逢。（安可短篇集並非

## AST（Anti Spirit Team）
日下部燎子（Kusakabe Ryouko，聲：高梁碧）
AST天宮駐屯地的隊長。位階一尉。27歲。常關心不擇手段消滅精靈的折紙。
動畫第六集中，因去溫泉的道路被〈拉塔托斯克〉阻擋，加上平時累積的壓力大爆發而暴走。憤而夷平整座天宮市約會城。
在DEM與拉塔托斯克決戰時，發現精靈並非像DEM提供的既有資料中的那般冷血恐怖，實際上心靈與一般女孩子無異後，發現整個AST都被DEM玩弄在股掌中，決定率領AST全員倒戈至〈拉塔托斯克〉，並對DEM展開攻勢。
於DEM大戰（士道改變世界前）時，在〈佛拉克西納斯EX〉重遇身為前任AST的隊長神無月恭平。在士道使用六之彈改變後的世界，在基地內被DEM襲擊。故在改變後的世界，並未重遇前任AST隊長神無月恭平。
岡峰美紀惠（Okamine Mikie，聲：佐藤奏美→（動畫第五季））
外傳漫畫《约会大进击DATE AST LIKE》的主角，天宮駐屯地的AST實戰人員，位階為一兵，昵称为“米琪”。
是岡峰重工社長岡峰虎太郎的女兒，同時也是士道的班主任岡峰珠惠的堂妹，被父親認為“没有用”而被趕出家門。之後被未被封印靈力的十香攻擊，並在受到折紙等AST隊員的救助後入隊，亦因此非常崇拜折紙。
在艾希莉等人襲擊基地時，啟動了未被奪走的〈阿休克羅夫特〉五號機〈赤郡貓〉並成為其登錄著裝者。
和士道等人一樣都是來禪高中的學生，實際年紀比士道及折紙等人小一歲，但為了能留在折紙身邊學習而被安插在同年級，就读2年3班。
米爾德蕾德·F·藤村（Mildred F. Fujimura，聲：小笠原早紀）
天宮駐屯地的AST成員，由DEM公司派至AST的維修人員，位階為中士，昵称（以及第一人称）为“小米”。
喜欢妄想，对性方面的知识很了解。
桐谷（Kiritani）
軍官上層，位階為中將。
負責對折紙宣布判決，原欲判折紙永不得再碰觸顯現裝置，但在威斯考特的干擾下被迫只判了兩個月的禁閉處分。
塚本（Tsukamoto，聲：仲村香）
AST的女性自衛官，階級為三佐。

## DEM公司（Deus Ex Machina Industry）
艾薩克·雷·貝拉姆·威斯考特（Isaac Ray Pelham Westcott，聲：置鮎龍太郎、福田芽衣（童年））
DEM公司執行董事，實質上的上層主管。與艾蓮、伍德曼同是被稱為「魔法師」的後裔。本作的主要反派。
似乎知道士道的过去，在与士道见面时说出了「崇宫」的字眼。
故乡遭到忌惮着魔法师存在的人类烧毁。因而决定向人类复仇。创造只属于魔法师的世界。
實際上對他人的絕望感到愉悅，召喚最初精靈﹙崇宮澪﹚向燒燬自己家鄉的人類復仇只是滿足自己「品嚐他人絕望」的借口。伍德曼、梅瑟斯姊妹對此事毫不知情。
根據二亞所言，他是創造出精靈的三大「罪人」之一，也是狂三想消滅的人之一。
在二亞反轉時奪走了二亞的反靈魂結晶，並將其吸收至自己體內，成為魔王〈神蝕篇帙〉的持有者並且能夠操縱其能力，不過由於二亞的〈囁告篇帙〉與威斯考特的〈神蝕篇帙〉同時存在所產生的矛盾，造成全知能力無法完全展現及「未來記載」失效。在表示感謝士道等人的「協助」後，便收手離去。
在精靈們及〈佛拉克西納斯EX〉成員與艾蓮所帶領的DEM的空中艦交戰時，隻身前往〈拉塔托斯克〉總部，並與疑似使用CR-UNIT的伍德曼正面交鋒，最後以自己一隻手遭砍斷，伍德曼一隻手、腳殘廢的兩敗俱傷局面收場。事前對計畫不知情的艾蓮對此感到不滿。
再與士道展開一對一對決時因為〈神蝕篇帙〉的全知特性與「尼貝可」的龐大數量佔了大部分優勢，但士道利用「〈神蝕篇帙〉只有在使用者想知道的事物方面為全知全能」的缺陷使出威斯考特從未得知的招式—靈力波「瞬閃轟爆破」將他擊敗，原屬於二亞的反靈魂結晶也被澪收回,在士道利用刻刻帝回到過去後,在士道與澪約會時突襲過去,之後被狂三偷襲奪取靈魂結晶。
後期利用自身魔力，以及憑藉澪吸收的〈靈脈〉成為類似澪的反轉體的精靈，顯現出能與〈輪迴樂園〉匹敵的魔王〈永劫瘴獄〉、和與〈萬象聖堂〉相對應的〈極死祭壇〉以及最後能與〈　〉同歸於盡的〈　〉。
最后与澪同归于尽。死後DEM公司陷入瓦解状态中。
艾蓮·米拉·梅瑟斯（Ellen Mira Mathers，聲：伊藤静）
身高：160cm、三圍：B86/W60/H87
喜歡的東西是最強，討厭的東西是最弱。
DEM第二執行部部長，威斯考特的秘書兼左右手，世界最強魔術師，與威斯考特、伍德曼同是被稱為「魔法師」的後裔。代号为「亞德普斯1號（Adeptus 1）」。拥有专用CR-UNIT〈潘德拉剛〉。
看上去與士道差不多大的女性，實際年齡30歲以上，對威斯考特十分忠心。
喜歡吃草莓奶油蛋糕。
天敵是亞衣、麻衣及美衣三人組。每當艾蓮在修學旅行準備執行DEM的任務時遇見三人組，必定會被阻礙，最終慘被三人“玩弄”。
對於真那和〈尼貝可〉稱呼自己為弱不禁風的「豆芽菜部長」感到不悅。但其實她被這麼稱呼是有原因的，因為她只要沒有CR-UNIT的輔助就是一個體能相當欠佳的普通女性，走路常常跌倒，爬樓梯只爬了約三層樓就幾近虛脫，而且游泳速度異常的慢，還需要浮板（她似乎稱呼浮板為普利德溫（Prydwen），意為聖母庇護之盾）輔助。
根據二亞所言，他是創造出精靈的三大「罪人」之一，也是狂三想消滅的人之一。
威斯考特死後，離開了DEM社。失去了DEM時的記憶。成為了來禪高中的老師，深受學生的歡迎。同时也在拉塔托斯克任職，但是操作CR-UNIT之熟練度已不如DEM時期。
阿爾緹米希亞·貝爾·阿休克羅夫特（Artemisia Bell Ashcroft，聲：松井惠理子）
身高：162cm、三圍：B89/W62/H88
喜歡的東西是同伴，討厭的東西是固執的人。
威斯考特認為和艾莲、真那一样是世界最强魔術師之一，被真那認為在自己之上的魔術師，18歲。
和同為SSS隊員的艾希莉等人交好。為了尋求讓紛爭平息、讓世界變得和平的力量而拜訪DEM公司，但是卻被奪走腦內所有情報，以作為〈阿休克羅夫特〉系統機體的核心。本人則陷入腦死狀態，若要讓她甦醒，就必須要將5台〈阿休克羅夫特〉系統機體當中的情報集合起來返還給她。最後雖然5台〈阿休克羅夫特〉機體全數自毀，但資料在隨意領域的保護下留存於記憶體中，阿爾緹米希亞也因此順利存活下來並清醒。
DEM公司將「材料A」二亞從涅里爾島運送至日本時已加入了DEM，取代真那過去的DEM代號「亞德普斯2號（Adeptus 2）」並擔任第二執行部的副部長，在狂三前來營救二亞時將其擊退。
在二亞反轉時，利用光劍〈阿隆戴特〉斬開其腹部，導致二亞的反靈魂結晶顯現並被威斯考特奪走。
被DEM洗腦後加入DEM後擁有專用的藍白色CR-UNIT——〈潘德拉剛〉的姐妹機〈蘭斯洛特〉，並配有光劍〈阿隆戴特〉。
威斯考特死後，離開了DEM社。失去了DEM時的記憶，成為了一名大學生。
妮貝可（Nibeelcole，聲：花守由美里）
身高：158cm、三圍：B83/W58/H84
評級：
綜合危險度：A、空間震規模：C、靈裝：C、魔王：C
能力值：
力量：52、耐力：43、靈力：56、敏捷：99、智力：53
喜歡的事物是糖果糕點，討厭的事物是說教。
威斯考特利用〈神蝕篇帙〉的紙片所幻化出來的「魔王之女」們，擁有銅青色的雙眸以及綁著馬尾的黑灰色頭髮，神似DEM過去製造的〈人工精靈〉或守鞠奈與〈神蝕篇帙〉真正的主人本条二亞的混合體。
在「父親大人」威斯考特的唆使及艾蓮的帶領下，多次試圖殺死士道，但屢次遭到狂三阻礙而以失敗告終。
魔王是以〈神蝕篇帙〉的書頁所構成的〈神蝕篇帙・頁〉，能以紙飛機以及紙鶴等型態進行攻擊，威力能夠輕鬆突破魔術師的隨意領域。
因為二亞對士道的感情而導致士道不需要攻略就能直接接吻，封印其能力，喪失靈力後，便會直接變成一張紙。
詹姆斯·A·派汀頓（James A. Paddington，聲：中西敏治）
DEM第二執行部的上校同等官，〈阿爾巴德爾〉的艦長。
對於自己必須聽令於年紀小到足夠當自己女兒的艾蓮這件事十分不滿。原本只在上空支援艾蓮，然而在過程中偶然发现〈佛拉克西納斯〉後自作主張的与其交戰。遭到神無月精巧的戰略擊败撤退後極欲挽回名誉，不顧情勢的下令捕捉耶俱矢和夕弦，因此觸怒对方，最后与坐艦一起被二人以天使【天際疾馳者】合力粉碎。
之後確認被〈拉塔托斯克〉捕獲，但有關DEM公司的記憶卻完全被威斯考特消除，還一度被當作威斯考特與伍德曼的通訊裝置，被利用完後當場死亡。
潔西卡·貝莉（Jessica Bailey，聲：甲斐田裕子）
DEM公司第三戰鬥分隊隊长，代號為「亞德普斯3號（Adeptus 3）」。與9名部下一起由DEM公司派至AST天宫駐屯地，擁有獨立行動權，表面上是派遣到AST的增援，實際上是為了執行捕獲士道的任務而来到天宫市。
年纪和日下部燎子差不多，相當看不起折紙等AST成員。
為了殲滅精靈就算傷害到普通人也在所不惜。
嫉妒心強，功利心重，老是說讓人討厭的話，不過對艾薩克非常忠誠。
天宫祭舉辦期间，为了捕捉十香，率领部隊襲擊聚集了許多群眾的天宫廣场，被再次啟用〈White Lycoris〉的折纸以及已经加入〈拉塔托斯克〉的真那阻止。
之後接受了腦部的魔力强化，使用〈White Lycoris〉的姊妹機〈Scarlet Lycoris〉與真那戰鬥，並因为腦部强化而暴走，後被擊敗而瀕死，最终在真那的懷抱中去世。

## SSS（Special Sorcery Service）
※以下角色僅在外傳漫畫《約會大進擊 DATE AST LIKE》登場
艾希莉·辛克萊（Ashley Sinclair）
前英國對精靈部隊SSS的隊员，15歲。
因故轉入来禅高中，與岡峰美纪惠同班。为了奪取新型顯現装置〈阿休克羅夫特〉而襲擊AST成员。在襲擊AST基地之際奪取了〈阿休克羅夫特〉四號機〈獨角獸〉。
莉奧諾拉·西爾斯（Leonora Sears）
前SSS隊员，19歲，愛稱為莉奥。和高大的身材给人的印象相反，是個愛哭鬼。
擅長遠距離狙擊，在襲擊AST基地之際奪取了〈阿休克羅夫特〉三號機〈里昂〉。
賽希兒·歐布萊恩（Cecile O'Brien）
前SSS隊员，17歲，是三人之中的首领。
過去由於空間震的緣故失去了視力，腿部癱瘓，因此通常坐著輪椅。但是，在随意領域展開時卻擁有能夠以高超的動態視力和以腿技为主的格鬥技巧壓制折纸的實力。在還是SSS新人的時候就曾在日英聯合演習中擊敗燎子。在襲擊AST基地的时候奪取了〈阿休克羅夫特〉二號機〈空洞巨龍〉。

## 準精靈
※以下角色僅在外傳小說《赤黑新章》登場
緋衣響（Higoromo Hibiki，聲：本渡楓）
擁有一頭銀白色長髮以及紅色雙眸，在鄰界中與狂三相遇，喪失記憶的少女。十分仰慕狂三，狂三為他取了「空無（Empty）」這個名字。
事實上，在「空無」的軀殼當中的是失去記憶墮落至鄰界的狂三，而存在於狂三身體之中的，是「空無」的真實人格——第七靈屬（變化）的準精靈「緋衣響」，為了替好友夕映復仇，而不斷在找尋強大的存在，此時遇上了墮落至鄰界的狂三，便利用自己無銘天使的能力，將自己與狂三的人格互換，藉此掌控屬於狂三的力量。
然而即使自己得到了狂三的能力，卻無法完全展現出〈刻刻帝〉的力量，造成在與操偶師對決時陷入瀕死，但也因此響與狂三的人格得以互換回來，恢復後的狂三利用【四之彈】將響救回，並在對決中取得勝利。
無銘天使為巨大的鉤爪〈王位篡奪〉，擁有能夠與他人互換人格，進而掠奪其能力的功能，但相對的代價是直到瀕臨死亡雙方才能互換回來。
蒼（Tsuan，聲：伊瀨茉莉也）
第十靈屬的準精靈。名字發音取自漢語讀音（ツァン，Tsuan），而非日語讀音（あお，Ao）。
靈裝為〈極死靈装·一五番〉，無銘天使為近距離破壞型的〈天星狼〉。

### 第十領域（Malchut）
「操偶師」
鄰界第十領域的支配者。將邀請函分送給十位準精靈（夢眼的邀請函由狂三接收），使他們為了爭奪大約一百個準精靈的靈魂結晶碎片而展開殺戮。
土方征美（Hijikata Isami，聲：藤原夏海）
第一靈屬（光）準精靈。
靈裝為〈特攻靈裝·七八番〉，無銘天使為近距離斬擊型的〈墮天一箇神〉。
武下彩眼（Takeshita Ayame）
第二靈屬（妄想具現）的準精靈。
靈裝為〈恆星靈裝·七九番〉，無銘天使為遠距離狙擊型的〈原初長弓〉。
指宿帕妮耶（Ibusuki Panie，聲：日高里菜）
第四靈屬（操作人偶）的準精靈。
最先向雪莉發起戰鬥，但在對決開始不久，自己的無銘天使就被雪莉的無銘天使〈炎魔虛眼〉熔解而處於劣勢。最終在〈炎魔虛眼〉的聚焦照射下消失殆盡。
靈裝為〈舊糸靈装·五二番〉，無銘天使為遠距離操縱型的〈青銅怪人〉。
雪莉·姆吉卡（Sheri Musi·kA）
第五靈屬（炎）的準精靈。有著褐色肌膚、藍綠色的眼睛以及綁著辮子的墨綠色頭髮，帶有虎牙的少女。
靈裝為〈火焰靈装·二八番〉。無銘天使為巨大的金色放大鏡〈炎魔虛眼〉，屬於遠距離掃射型，透過聚集太陽光線所形成的特殊雷射光束進行射擊。
佛露思·普羅奇士（False Proxy）
第六靈屬（封印）的準精靈。
靈裝為〈虛空靈装·九一番〉，無銘天使為近距離集團型的〈隱形指〉。
佐賀繰唯（Sagakure Yui，聲：瀨戶麻沙美）
第七靈屬（變化）的準精靈。
靈裝為〈隱形靈装·三四番〉，無銘天使為遠距離密偵型的〈七寶行者〉。
波篩繪（Tonami Furue）
第八靈屬（風）的準精靈。
靈裝為〈風威靈裝·四三番〉，無銘天使為遠距離斬擊型的〈風聲戰輪〉。
乃木愛愛（Nogi Aiai）
第九靈屬（振動）的準精靈。
靈裝為〈輝威靈裝·六三番〉，無銘天使為遠距離追蹤型的〈喜悅毒牙〉。
戌井夢眼（Inui Yume）
準精靈。髮型為有如昆蟲觸角般尖銳的雙馬尾。
持有操偶師所發送的邀請函。在前往會場前應（存在於狂三體內的）響的邀約與其會面，得知響的目的為搶奪自己手上的邀請函時與其進行廝殺，但最終不敵響，靈魂結晶和邀請函皆遭奪取。死前請求響說出自己的願望，在響訴說完後認為自己的消失有了意義，便帶著笑容死去。
靈裝以蒼色和白色為基底，並穿著略短的短裙。無銘天使為一把穿甲劍。
陽柳夕映（Hiryu Yue）
準精靈。響的好友，青色短髮的少女。

### 第九領域（Yesod）
「聖歌者」絆王院瑞葉（Banoin Mizuha）
鄰界第九領域的支配者、第八靈屬的準精靈。
「絢爛歌」輝俐璃音夢（Kirari Rinemu）
鄰界第九領域的前任支配者、第九靈屬的準精靈。
無銘天使為麥克風〈天賦樂唱〉。
桃園真由加（Momozono Mayuka）
第八領域
絆王院華羽
第八領域前支配者，瑞葉的姊姊
在喜愛著統之崎的狀態下化為虛無
統之崎烈美
第八領域支配者，華羽最好的朋友，因戰勝華羽而成為第八領域支配者

### 第三領域（Binah）
「白之女王」（聲：大西沙織）
鄰界第三領域的支配者，在第7卷證實真實身分是狂三已故摯友沙和。第二卷卷末登場，現第三領域的支配者，身著雪白軍裝，左瞳為藍色天文鐘，手持魔王<狂狂帝>的手槍與軍刀。
第三卷Cistus稱其為時崎狂三的反轉體且正在進行不明計畫，並擁有狂三的大量失去的記憶。在第三卷結尾仿佛出現了人格置換。
第六卷結尾白之女王的真實身份基本確定，明確出現了多個人格其主人格女王使用了山打紗和的聲音並擁有紗和死前被狂三射殺的記憶。
第七卷正式確認白之女王由山打紗和的靈魂+時崎狂三反轉體的身體組成，反轉體身體與魔王是從約會大作戰第十六卷中時崎狂三用【四之彈】阻止自己反轉的瞬間得到的，然後哭泣、喊叫，以及對時崎狂三全部的恨的情緒被注入其中，從而誕生出來了女王。

## 來禪高中
殿町宏人（Tonomachi Hiroto，聲：勝杏里）
身高：175cm、體重：62kg、血型：B
士道的同窗友人。感情豐富的16歲少年。
如同其他思春期中的少年，對戀愛與性十分有興趣，自己主辦的「最想與他交往的男子排行榜」排名中的第358位（士道為第52位），並只排名至此一位數為止，另外也在「腐女票選的校內最佳情侶」中與士道搭檔排名第2位，在女學生中人氣冷落。因此，十分羨慕在十香與折紙心中同時擁有好感的士道。
喜歡護士多過女僕。
對士織一見鍾情。
最後與藤袴美衣成為情侶。
岡峰珠惠／神無月珠惠（Okamine Tamae，聲：佐土原香織）
身高：150cm、三圍：B79/W65/H87、血型：O
都立來禪高中2年4班的女導師，同時是AST隊員岡峰美紀惠的堂姐。
由於尺寸非常地微妙而配戴不適合的眼鏡，有著少根筋的性格，如學生般的童顏與嬌小的體格，被同學們暱稱為「小珠」（タマちゃん），在學生中十分有人氣。但因為29歲單身，有著非常強烈的結婚念頭。
在班上是教社會科及世界歷史科。
曾在修學旅行的旅館中看見了被耶俱矢及夕弦強行脫去浴衣及內褲而全裸的士道。
最後與神無月恭平結婚，並改名為神無月珠惠 。
山吹亞衣（Yamabuki Ai，聲：村井理沙子）
身高：165cm
士道的同学，似乎由于名字相像的关系而与麻衣、美衣二人关系很好。三人经常给予十香恋爱方面的建议，有时更教給她一些挑逗士道的色慾的秘策。特徵是黃褐色鳳梨葉的馬尾。
有一名心儀的人，名叫岸和田，為了十香更把自己打算和他一起去水族館的票給予十香，讓十香可以跟士道一起去。
據美衣所言，岸和田是名超草食系文化系眼鏡男，即使邀請他出去也會超自然地無視過去。
父親是黑魔術結社的幹部，自稱就算是「接觸女孩子的話就折壽一年」這樣的詛咒也能做得到。在家長參觀日時，身穿包裹頭部的全身罩袍，進入二年四班課室。
最後與岸和田成為情侶。
葉櫻麻衣（Hazakura Mai，聲：積田加代子（動畫第1期－第3期、遊戲前3作）、古川未央那（動畫第4期、遊戲《反烏托邦蓮》））
身高：160cm
士道的同学，与亞衣、美衣二人关系很好。
母親是在某所SM俱樂部工作的SM女王大人，能把人調教到哭著說謝謝的程度。在家長參觀日時，身穿SM女王裝，進入二年四班課室。
父親是被虐待狂，原本是麻衣母親工作場所的常客。
藤袴美衣（Fujibakama Mii，聲：月宮美鳥）
身高：155cm
士道的同学，与亞衣、麻衣二人关系很好。戴眼鏡，口頭禪是「真是噁心啊」，此口頭禪更成為動畫中的唯一台詞。
伯父在外國從事殺手的工作，每年都會在美衣生日時送「殺一送一優惠券」給美衣用。在家長參觀日時，甚至手持M16自動步槍進入二年四班課室。
自稱家中的置物櫃內有鐵處女及三角木馬。
最後與殿町宏人成為情侶。
長曾我部正市（Chosokabe Shoichi）

## 精靈關係者
園神凜禰（Sonogami Rinne，聲：花澤香菜）
評級：
綜合危險度：SS、空間震規模：S、靈裝：S、天使：SS
能力值（凶禍樂園中狀態）：
力量：110（205）、耐力：180（220）、靈力：210（244）、敏捷：101（209）、智力：170（200）
喜歡的事物是照顧士道，沒有什麼討厭的事物。
遊戲《凜禰烏托邦》的女主角，於精靈們開始不明原因的暴走與士道開始感到身體不適時出現在士道面前。自稱是士道的童年朋友，家住士道家隔壁並每日來士道家做飯與打掃。性格溫馴可愛，非常照顧士道，為典型賢妻良母型的女生，也因其性格關係，很快便與士道及精靈們混熟。
本體並非精靈，而是强大的靈力残留的集合體，自稱識別代號為〈支配者〉只能在其自身結界〈凶禍樂園〉中存在，令音將之描述為糾正世界之力。
在整個天宮市範圍張開結界——天使〈凶禍樂園〉，實質為可以實現士道任何夢想的伊甸園，擁有能將结界内的世界重置的能力，而重置世界的關鍵就是士道本身的死亡。在其中數次的輪迴中，殺死得知真相的士道後將世界重置。
在世界數次重置後，凜禰自身力量的削弱使得〈凶禍樂園〉無法重置士道和眾人的記憶。但她仍希望繼續維持樂園的夢境。經歷數次失敗的約會後在取水塔顯露真身決定殺死士道後重置世界，士道回憶起自己與其他角色相伴的五段夢境後，被趕來的包括狂三本體在內的眾人解救。凜禰見已無力回天，來到天宮塔頂層發動了〈凶禍樂園〉的特殊能力【無家可歸者】，試圖讓（结界内的）世界永遠存在下去。眾人合力幫助士道來到凜禰面前，士道否定了樂園所創造的虛假幸福，並告誡凜禰只有依靠自己的雙手爭取而來的才是真正的幸福，並於最後的夢境中，在展望台回絕了凜禰與他永遠駐留樂園的請求。感悟到何為幸福的凜禰強吻士道後被其封印，〈凶禍樂園〉因而瓦解。士道此時方知唯有凜禰無法離開結界，凜禰亦在對痛不欲生的士道表白後消失。而士道等人则回到現實世界，且記憶回到了與凜禰相遇之前。
靈裝是以藍色系為主的連身長裙，整體形象酷似占卜師般。
与〈幻影〉存在某種合作關係，故事的最後在虛空中與〈幻影〉交談並得到其認可。
《凜禰烏托邦》中存在一個凜禰轉校來到來禪高校與士道相見的IF結局。
在《凜緒輪迴》中借助了「女兒」凜緒的力量，再次出現在士道的面前。最後勸說凜緒交出不完全〈凶禍樂園〉的支配者，並在士道再次接吻封印後解除了結界，也再次的消失在士道的面前以及眾人的記憶中。
《凜緒輪迴》中有著一個士道大學畢業後與凜禰結婚並一同養育凜緒的IF結局，並且與士道一同經營一間喫茶店。
士道回到五年前與〈幻影〉相遇時，被〈幻影〉借用了凜禰的形象，士道對這個形象抱有「既熟悉又陌生」的奇妙感覺。
或守鞠亞（Arusu Maria，聲：三森铃子）
評級：
綜合危險度：C、空間震規模：?、靈裝：AA、天使：?
能力值：
力量：99、耐力：102、靈力：178、敏捷：107、智力：121
喜歡的事物是烤麵包，討厭的事物是系統錯誤（BUG）。
遊戲《或守植入》的女主角之一，有著白色飄逸長髮，瞳色澄藍色，衣著配色為白底黑邊的搭配，衣著上有大黑色立十字徽紋。
在士道體驗新型體感遊戲《MY LITTLE 士道2》的時候出現在士道面前，被稱為人工精靈。希望士道告訴自己什麼是「愛」。隨後遊戲發生異常，士道被困在電腦世界裡，精靈們和折紙爲了救出士道，也一併被困，記憶、身份全都遭到篡改。似乎要以非日常的約會方式令或守最終理解到「愛」到底是什麼，才能夠脫逃出這個電腦世界。
最初只有或守這姓氏。在士道的突發奇想之下，以修女的服裝為概念為她取了「鞠亞」這個名字。
其真身是〈佛拉克西納斯〉艦載電腦管理系統AI，一直以來士道攻略精靈時的戀愛選項就是由她安排設定。為了阻止鞠奈入侵電腦系統並取得系統控制權而擬態成與鞠奈相仿的外貌干涉其行動。最終顯現出了作為精靈時的靈裝（與〈佛拉克西納斯〉的造型相似）以背後環抱住鞠奈的方式，要求士道將她與鞠奈一同消滅。
結局的最後，原本以為將與鞠奈一起同歸於盡的鞠亞，却意外地因為系統AI記憶體資訊仍保存在士道手機裡的緣故，最終得以存活下來。
在《凜緒輪迴》中借助凜緒的力量，以實體化再次出現在士道的面前。
或守鞠奈（Arusu Marina，聲：三森铃子）
評級：
綜合危險度：AA、空間震規模：?、靈裝：AA、天使：?
能力值：
力量：139、耐力：98、靈力：165、敏捷：187、智力：135
三圍：B:74 W:55 H:76
遊戲《或守植入》的女主角之一，和或守鞠亞十分相似的少女，與鞠亞同樣是人工精靈，擁有與鞠亞顏色相反的頭髮以及服裝。瞳色是黃色，似乎只在黃昏之後才出現。
對於士道在電腦世界裡的表現很感興趣。
靈裝造型露出度很高，瞳孔變黑點，瞳色變焰紅色，髮尾帶有金色色澤。靈裝造型是以啃食世界樹的黑龍尼德霍格（Nidhogg）為設計概念。
與鞠亞的常態服裝造型同以修女為設計概念，黑色衣著上有大金色倒十字徽紋因而相當的醒目。
真身是DEM創造的人工電腦AI精靈，侵入〈佛拉克西納斯〉艦載電腦系統意圖取得系統控制權，在電腦世界與士道相處之後雖然對士道產生好感，但仍意圖取得系統控制權以破壞天宮市。最終迫使士道將她與鞠亞一同消滅。
在《凜緒輪迴》中借助凜緒的力量，以實體化再次出現在士道的面前。IF結局中，凜緒為了使其能成為真正獨立的個體而將〈凶禍樂園〉的能力交給鞠奈，更被凜緒稱呼為「母親」，接收〈凶禍樂園〉後成為新的〈支配者〉，並使結界重置。IF結局結尾表明自己已愛上了士道，並與其接吻。
在安可短篇集第6卷中，似乎以丸那愛麗絲（拼音為Maruna Arisu，為鞠奈的名字拆散重組）的身份與二亞和士道玩了少女戀愛遊戲。
園神凜緒（Sonogami Rio，聲：佐倉綾音）
評級：
綜合危險度：A、空間震規模：A、靈裝：C、天使：S
能力值（凶禍樂園中狀態）：
力量：30（43）、耐力：28（35）、靈力：45（230）、敏捷：45（52）、智力：31（31）
遊戲《凜緒輪迴》的女主角，居住在〈凶禍樂園〉中的一個小女孩，其長相神似〈支配者〉園神凜禰。稱呼士道為「爸爸」、凜禰為「媽媽」。
與「媽媽」凜禰一樣並非精靈，而是「爸爸」士道在封印凜禰後留下的部分靈力集合體。為了尋找讓大家都能幸福的「最重要的東西」而現身，並且讓凜禰、鞠亞、鞠奈重現形體，透過竄改眾人記憶讓三人能夠融入生活中。身為〈支配者〉，一樣能夠張開結界——天使〈凶禍樂園〉，不過因為集合體不完整，所以結界僅能維持七天，只要結界一解除，所有人的記憶就會回到七天之前。最後在凜禰的勸說下交出了不完全〈凶禍樂園〉的支配者，並在凜禰的懷抱中消失。在鞠奈的IF結局中則是為了讓鞠奈能成為真正獨立的個體而將〈凶禍樂園〉的能力交給鞠奈，並且在稱呼鞠奈「母親」後消失。
遊戲中有著一個士道大學畢業後與凜禰結婚並一同養育凜緒的IF結局。
在特典小說《團聚凜緒》中作為士道和凜禰結婚後（遊戲《凜緒輪迴》10年後，實際上是士道的夢境）的5歲獨生女登場，此時的名字為「五河凜緒」。
萬由里（Mayuri，聲：雨宮天）
身高：154cm
劇場版《萬由里審判》的女主角，當士道與六位精靈分別約會時總會出現的神祕女子。身穿如同女高中生的白色制服，金黃色的長髮右側綁著馬尾，並且擁有粉紫色眼睛。在〈雷霆聖堂〉發動攻擊前只有士道及狂三能看見她。
本體並非精靈，而是由十香、四糸乃、琴里、耶俱矢、夕弦、美九等六名精靈的嫉妒心和怨念產生的個體，與凜禰、凜緒相似的存在，令音稱之為〈系統天使〉。
當靈力在某一地點累積到一定程度時便會誕生，因此為了審判作為靈力「容器」的士道而降臨於天宮市，在認定士道具備「容器」資格後便會與其天使〈雷霆聖堂〉一同消失。
在士道消除了六位精靈的嫉妒心後，萬由里認定自身任務已完成而前來向士道道別，不過理應與萬由里一同消失的〈雷霆聖堂〉卻突然暴走，理由是在監督士道與精靈們的約會時，自己不知不覺中喜歡上了士道並產生了嫉妒心，且傳達至〈雷霆聖堂〉當中，造成〈雷霆聖堂〉認定「容器」不具資格而發動攻擊。
劇末，在精靈們的幫助下，士道成功從暴走的〈雷霆聖堂〉中將其救出並在與其接吻後封印她，萬由里也帶著滿足和不捨隨風消失了。
天使〈雷霆聖堂〉是以黑色球體為主體，兩側有著羽翼的巨大飛行物。與萬由里一樣為了審判「容器」的資格而產生，若「容器」不具有資格時便會發動攻擊。
蓮（Ren，聲：高橋李依）
遊戲《反烏托邦蓮》的女主角，身分仍然神袐。

## 其他
星宮朝妃（聲：關口理咲）
六喰的義姐。
小說22卷中與闊別多時的六喰相認。
栖空邊茉莉花
假冒的千金大小姐。後成為時崎偵探社的職員。
出身於魔術師家族，在十多年前被DEM綁架，後在廢棄工廠被狂三救出，自此之後對狂三十分着迷，最終希望能成為對方。
計劃失敗後被狂三以手槍射中右腳被捕。
亞夜
外傳《魔法偵探時崎狂三事件簿》出場。真正的栖空邊家大小姐，魔術師家族的後代。在栖空邊茉莉花被揭穿身份被捕後成為時崎偵探社的職員。
十分討厭自己原本的名字。